# Fusta
|  | Aquest article tracta sobre la matèria. Vegeu-ne altres significats a «Fusta (desambiguació)». |

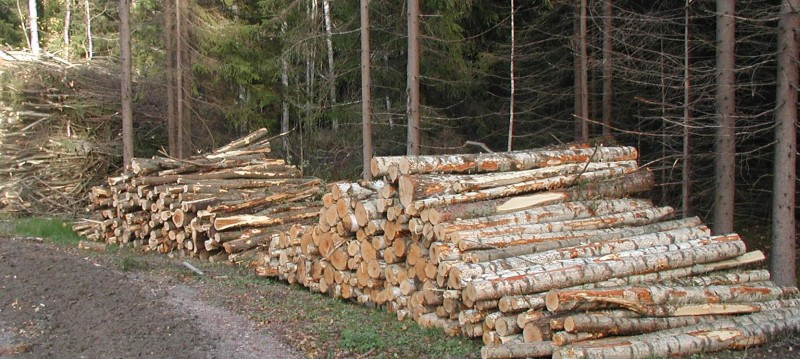
Fusta en un bosc de Finlàndia

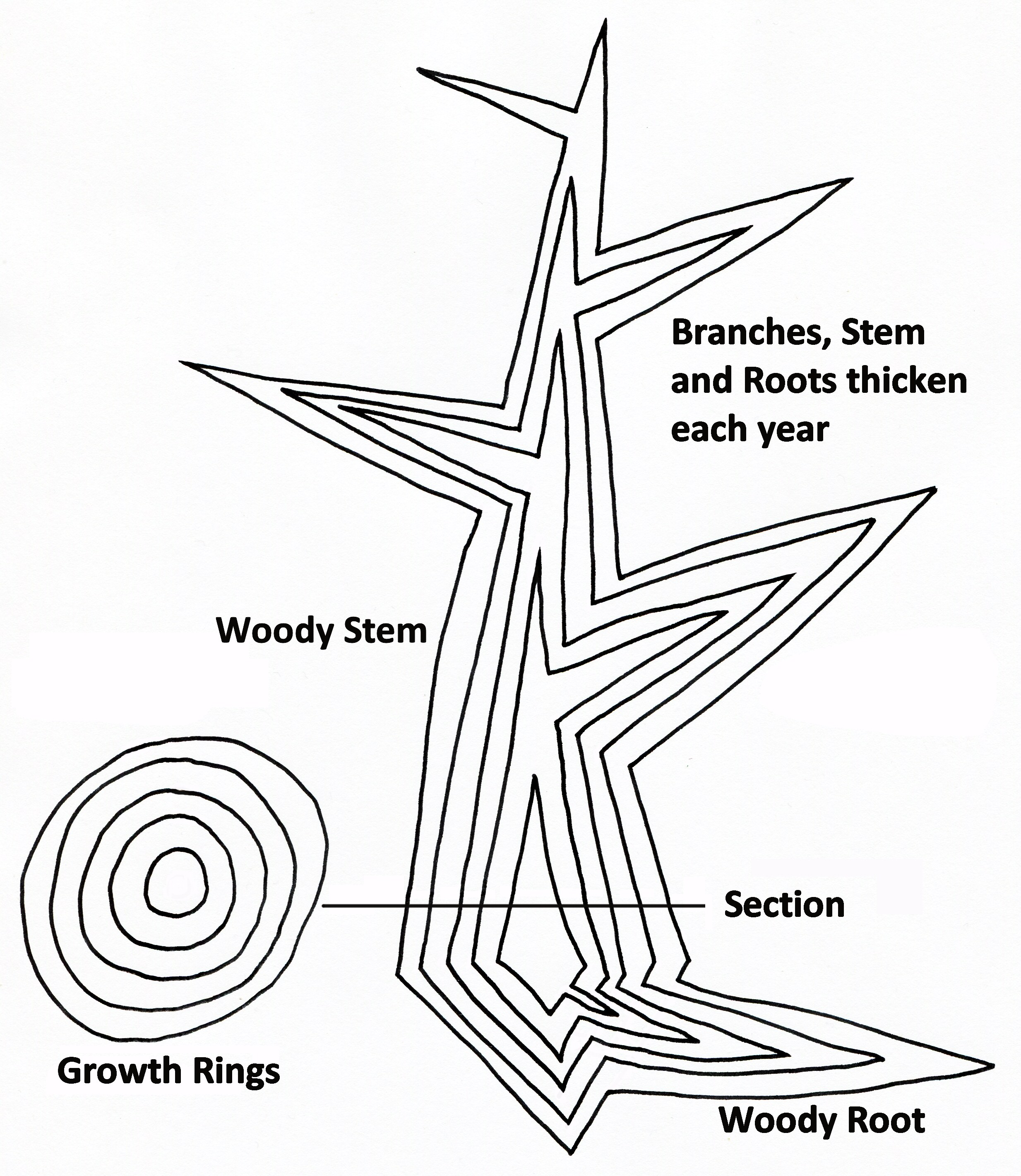
Esquema del creixement d'un arbre i el procés de formació dels anells de creixement.

La fusta o, antigament, el fust és la matèria llenyosa del tronc d'una planta, especialment en arbres i arbusts que es caracteritzen per tindre troncs; però això és només una aproximació, en el més ampli sentit, la fusta pot referir-se a altres materials i teixits amb propietats comparables. La fusta és un material heterogeni, higroscòpic, cel·lular i anisotròp. La fusta és composta de fibres de cel·lulosa i hemicel·lulosa mantingudes unides per lignina, i petites proporcions de sucres, midó i proteïnes.
La substància lígnia es caracteritza pels feixos de fibres separats entre ells per ramades medul·lars en sentit radial. Aquestes, de vegades molt aparents, reben el nom de malles i formen teixits en capes successives de període anual.
La fusta la produeixen i utilitzen les plantes amb fins estructurals, perquè resulta ser un material estructuralment eficaç, per aquesta característica és utilitzada àmpliament pels humans.
Una vegada tallada i seca, la fusta s'utilitza per a moltes aplicacions diferents. Una d'elles és la fabricació de polpa o pasta, matèria primera per fer paper. Els ebenistes i els fusters tallen i uneixen peces de fusta amb les eines corresponents, per a fins pràctics o artístics. La fusta és també un material de construcció molt important des dels començaments de les construccions humanes i encara ho és.

## Estructura interna

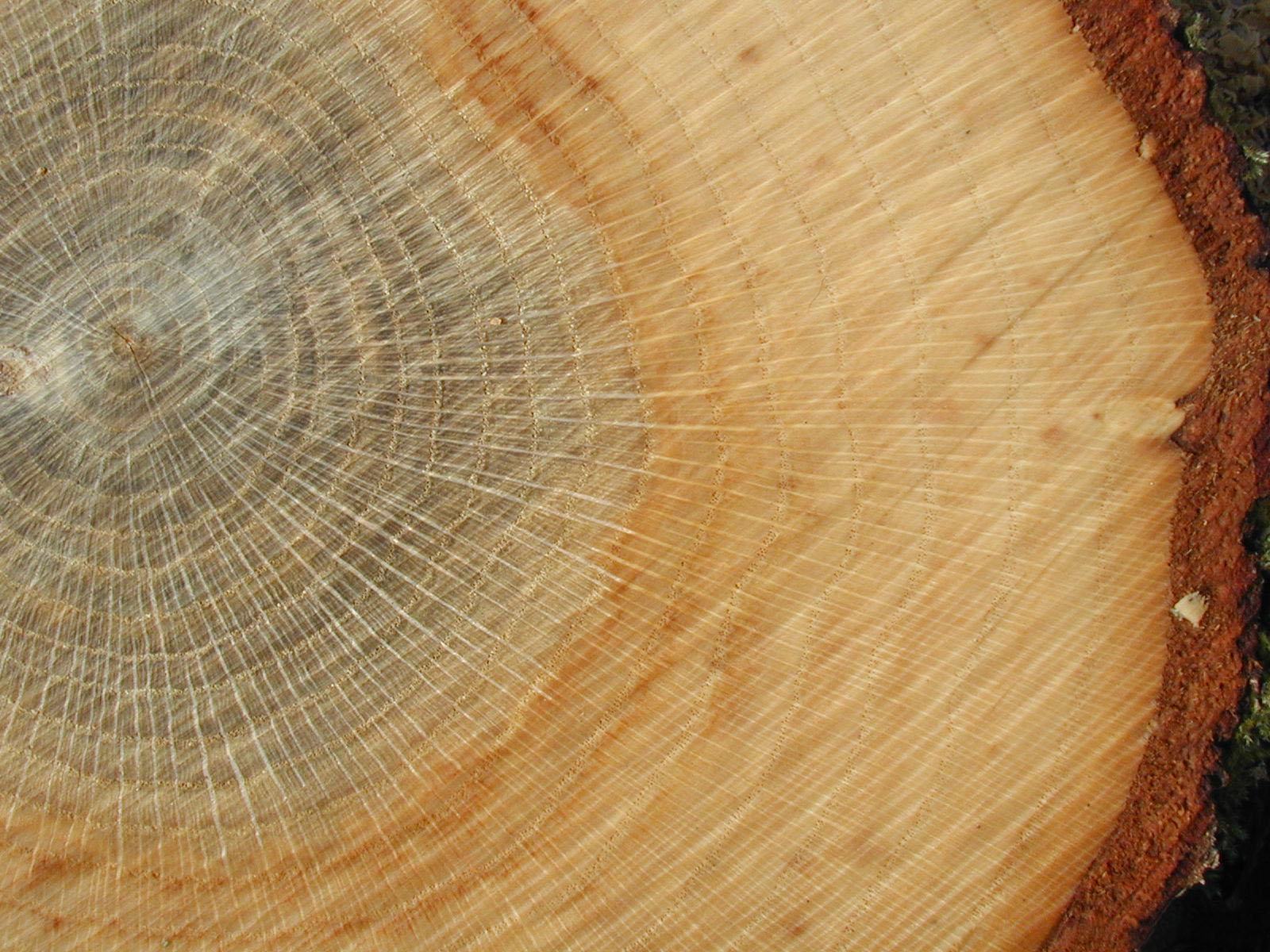
Aspecte d'un arbre tallat

L'estructura interna de la fusta pot estudiar-se des de diferents aspectes i de diverses maneres. Des de l'estudi visual i macroscòpic tradicional fins als estudis amb mitjans auxiliars (òptics, electrònics o químics) que permeten obtenir informació sobre l'estructura microscòpica d'una fusta determinada. Tant de la seva estructura física com de la seva composició química.

### Estructura macroscòpica
La medul·la és la part més ferma i compacta, en el centre del tronc, es forma per assecat i resinificació.
Duramen és la part immediata a la medul·la, més dura i consistent, impregnada de lignina taní.
Albeca és la part exterior i més jove de la fusta, amb més saba, que amb el temps en ser substituït el midó per taní es transforma en duramen, que es fixa en la membrana cel·lular.
Càmbium és la capa que permet el creixement en gruix de l'arbre
Floema o liber és una capa formada per cèl·lules conductores que transporten la saba elaborada que nodreix l'arbre
Escorça és la pell o coberta exterior del tronc i branques d'algunes de les plantes productores de fusta.

#### Defectes
Els defectes principals són els següents:
- Esquerdes o fenedures[8]
- Rodanxes o exfoliacions. (Acebolladuras o colainas, en castellà).[9][10][11]
- Fibres revirades.[12]
- Grops[13]
- Acumulacions de resina[14]
- Floridures.[15]
- Tunels fets per insectes xilòfags.[16]
- Coloració desigual[17][18]

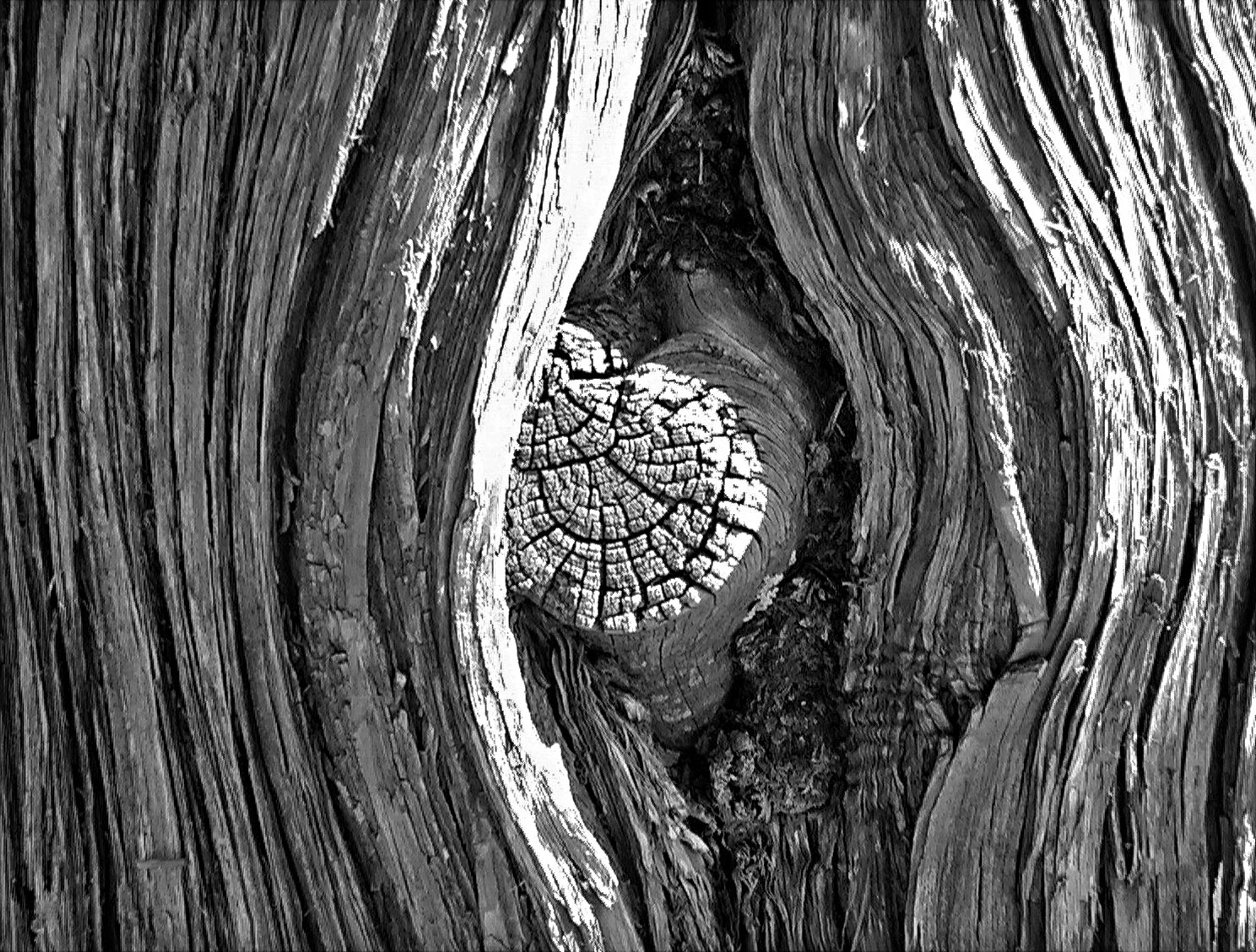
Grop en el tronc d'un arbre
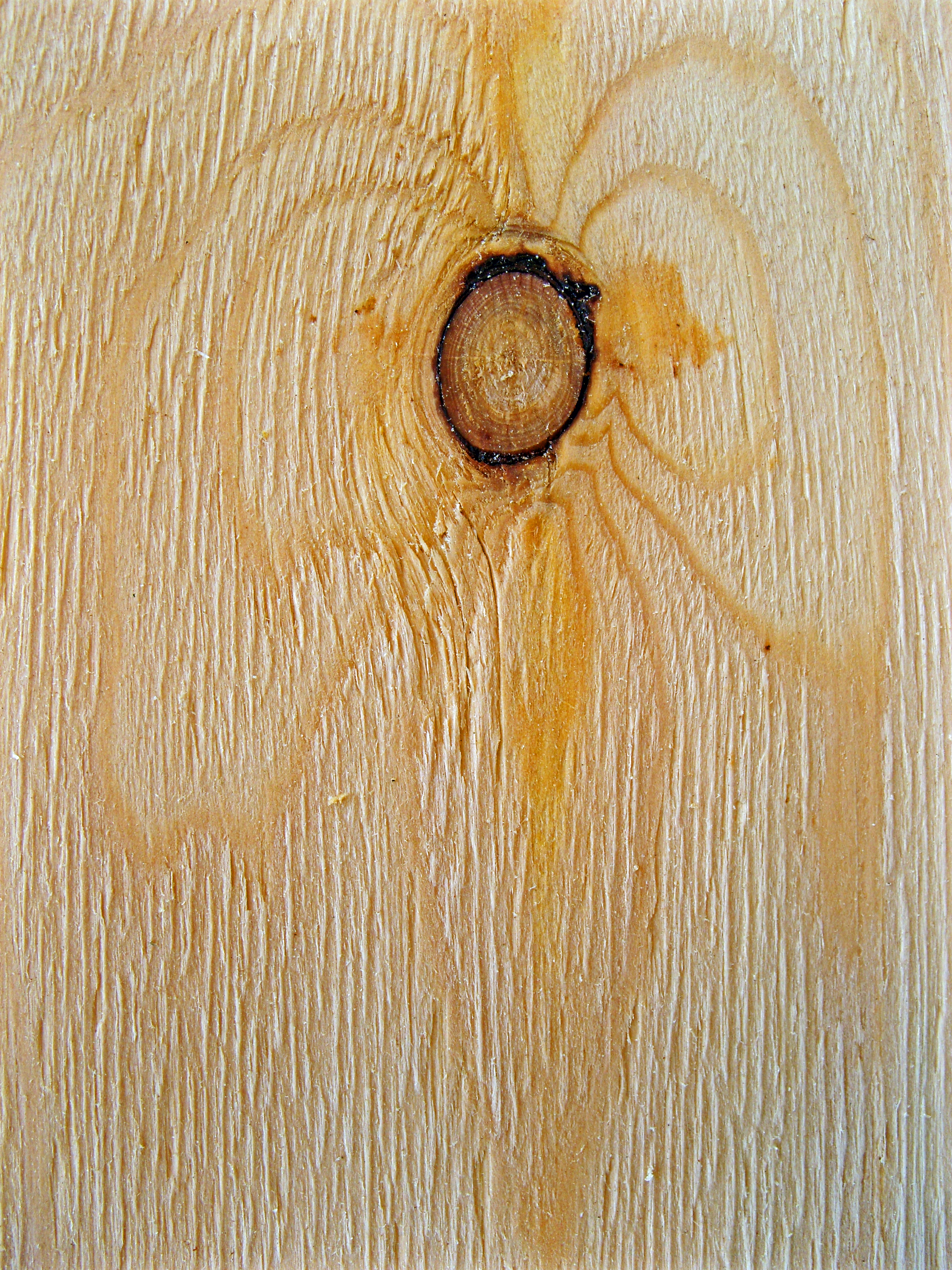
Grop en una peça de fusta
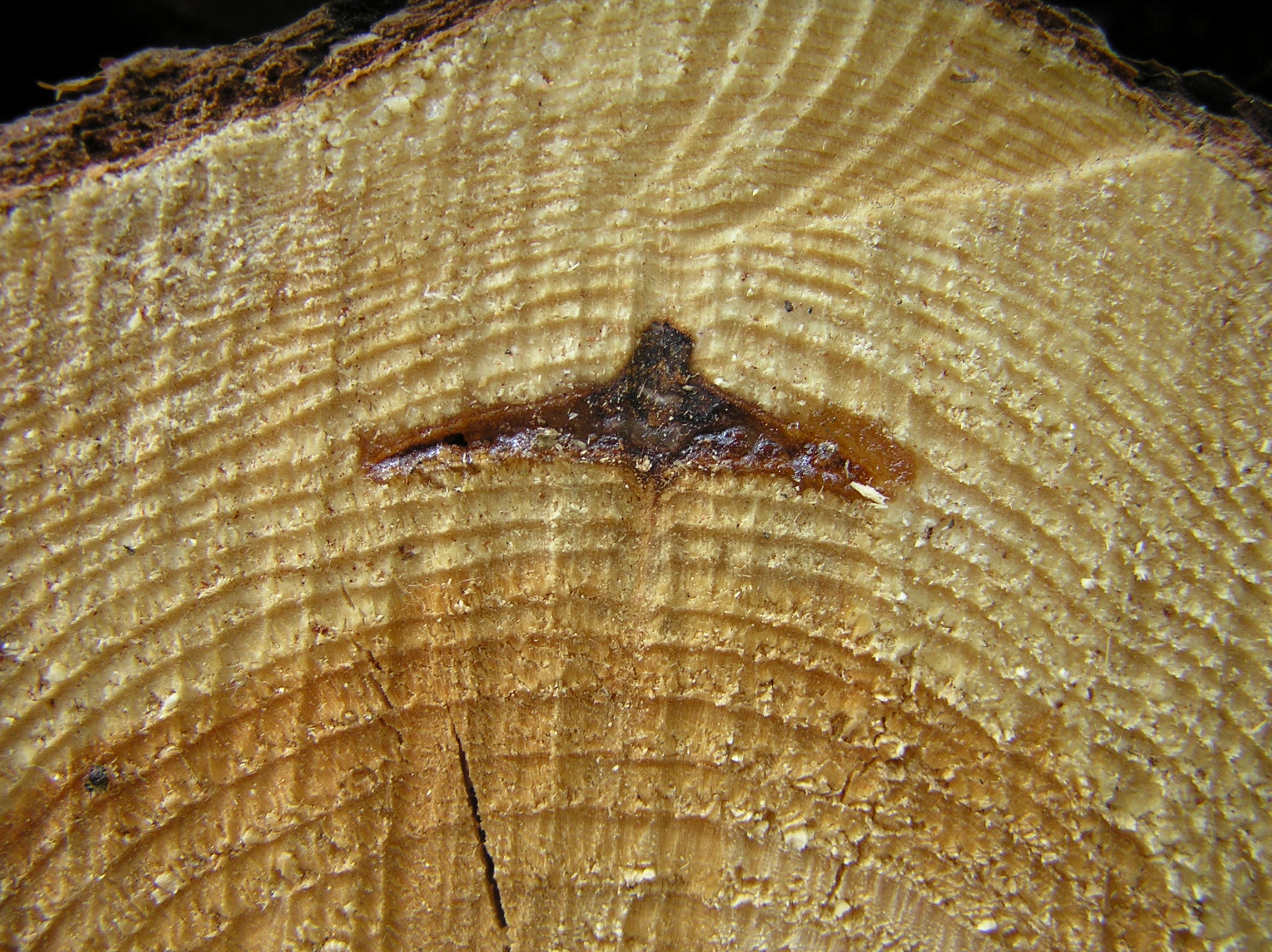
Acumulació de resina en un pi roig

### Estructura microscòpica

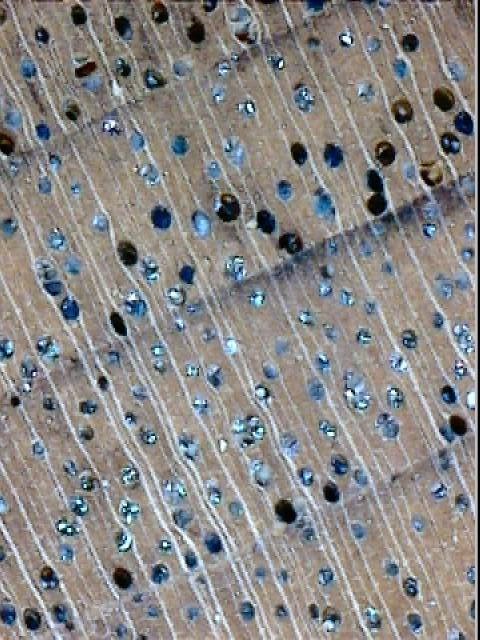
Secció transversal ampliada de noguera negra, que mostra els vasos, els radis llenyosos (línies blanques) i els anells anuals. Aquesta fusta té una estructura intermèdia entre les fustes de porositat difosa i les fustes de porositat concentrada en anells. La secció dels vasos va disminuint gradualment.

La fusta és un material heterogeni, higroscòpic, cel·lular i  anisòtrop. Es compon de cèl·lules, i les parets cel·lulars estan compostes de micro-fibres de cel·lulosa (40%-50%) i hemicel·lulosa (15%-25%) impregnades amb lignina  (15%-30%)
En les espècies de coníferes o fusta tova les cèl·lules de la fusta són majoritàriament d'un únic tipus: traqueides; i com a resultat el material és molt més uniforme en l'estructura que la de la majoria de fustes dures. No hi ha vasos ("porus") en la fusta de les coníferes com els que es poden veure de forma destacada en la fusta de roures i cedres, per exemple. La saba circula per les traqueides, que estan buides i tenen petits forats.
L'estructura de les fustes dures és més complexala capacitat de conducció d'aigua es pren sobretot càrrec pels vasos: en alguns casos (roure, castanyer, cedre), aquests són bastant grans i diferents, en altres ( castanyer d'índies,  àlber, salze) massa petits per a ser vistos sense una lupa de mà. En la classificació d'aquest tipus de fustes s'acostuma a dividir-les en dos grans classes,  d'anells porosos  i  porositat difusa 
En les espècies d'anell porós, com ara el freixe, el garrofer negre, la catalpa, el castanyer, l'om, la cària, la morera, i el roure, els vasos més grans o porus (com es diuen les seccions transversals dels vasos) estan localitzats a la part de l'anell de creixement format en la primavera, formant així una regió de teixit més o menys oberta i porosa. La resta de l'anell, produïda a l'estiu, es compon de vasos més petits i una proporció molt més gran de fibres de fusta. Aquestes fibres són els elements que donen resistència i tenacitat a la fusta, mentre que els vasos són una font de debilitat.
En fustes difuses poroses els porus estan dimensionats de manera uniforme de manera que la capacitat de conducció d'aigua es dispersa en tot l'anell de creixement en lloc de ser recollida en una banda o fila. Exemples d'aquest tipus de fusta són: vern,  til·ler, bedoll, castanyer d'índies, auró, salze, i el  Populus ' 'espècies com trèmol, i l'àlber Algunes espècies, com ara la noguera i el  cirerer pumila, estan a la frontera entre les dues classes, formant un grup intermedi.

## Propietats
Tot i que la fusta no té unes propietats fixes, sí que podem establir-ne algunes de generals:
- Densitat - És la relació entre la massa i el volum dels cossos. Les fustes solen tenir una densitat inferior a l'aigua, i és per això que suren. Algunes fustes d'origen tropical de gran duresa tenen densitats superiors a la de l'aigua
- Duresa - És l'oposició que presenta un material a ser ratllat o penetrat per un altre que és més dur.
  - Vegeu Prova de la duresa de Janka
- Conductivitat tèrmica i elèctrica - La fusta condueix malament la calor i l'electricitat raó per la qual resulta un excel·lent aïllant. Per això s'empra en mànecs d'eines i en el revestiment de parets i sòls.
- Resistència a esforços - La fusta no és un material isòtrop. Aguanta molt bé els esforços que segueixen la direcció paral·lela a les fibres, però no els que es fan en sentit perpendicular a elles. De fet són ideals per aguantar esforços a flexió, semblants a les que sofreix un arbre per acció del vent.
- Durabilitat - Hi ha fustes molt duradores i resistents als paràsits i als fongs, com la noguera, i altres que no ho són tant, com el pi.
- Deformació per fluència lenta. La fusta és un material que continua deformant-se quan està sotmesa a una certa tensió.[26][27]
  - Per exemple, suposem una biga que simplement reposa entre dos suports pels extrems. En principi sense càrrega, només aguantant el propi pes. Si hom aplica una certa càrrega al mig de la biga, aquesta es deformarà (proporcionalment a la càrrega aplicada) de forma instantània, provocant una certa fletxa. La deformació és sensiblement la mateixa al cap de un cert temps.
  - De fet la deformació de la biga anterior va augmentant amb el temps amb una velocitat de deformació molt lenta. Al cap dels anys la deformació lenta pot estabilitzar-se i esdevenir virtualment nul·la. En casos extrems la deformació pot continuar fins que la viga s'arribi a trencar.
  - En la major part de casos la fluència lenta no suposa cap problema.
    - Un exemple de fluència lenta el proporcionen alguns instruments de corda. Les cordes estan en tensió i deformen la taula harmònica. Una bona pràctica és destensar les cordes quan no cal fer música amb l'instrument.
    - Un cas semblant passa amb els arcs de fusta. Es guarden desencordats i s'encorden quan cal usar-los.

### Detalls de les propietats tecnològiques
El dimensionat de les peces de fusta es determinava tradicionalment de forma empírica, sense cap càlcul. A mesura que la ciència dels materials (Elasticitat i resistència de materials) va progressar, les dimensions de les peces de fusta estructurals es pogueren determinar per càlcul, aprofitant les dades prèvies de fustes diverses, obtingudes en proves de laboratori.
Una de les propietats més importants és la densitat. En general, com més densa és una fusta més resistència té.
El mòdul d'elasticitat és una propietat que cal conèixer en la majoria de càlculs de resistència.
| Material                                                                                             | GPa     |
| --- | ------- |
| Polipropilè                                                                                          | 1,5-2   |
| Niló                                                                                                 | 2–4     |
| Tauler DM, derivat de la fusta                                                                       | 4       |
| Fusta de pi (al llarg del gra)                                                                       | 9       |
| Fusta de roure (al llarg del gra)                                                                    | 11      |
| Magnesi (Mg)                                                                                         | 45      |
| Alumini                                                                                              | 69      |
| Plàstic reforçat amb fibra de vidre (70/30 per pes de fibra/xarxa, unidireccional, al llarg del gra) | 40–45   |
| Plàstic reforçat amb fibra de carboni (70/30 fibra/xarxa, unidireccional, al llarg del gra)          | 181     |
| Ferro forjat                                                                                         | 190–210 |
| Acer (ASTM-A36)                                                                                      | 200     |

#### Rigidesa relativa a laflexió

Exemple de flexió mecànica: la biga de dalt es troba en estat de repòs, en la figura de sota aquest element és sotmès a una força, l'element en conseqüència es doblega en el mateix sentit de la força.

A partir de la densitat d i del mòdul d'elasticitat E és possible calcular la rigidesa relativa de diversos materials, que es pot escriure R = E/d³.
| Material | Densitat | Mòdul d'elasticitat (kg/mm²) | Rigidesa relativa |
| -------- | -------- | ---------------------------- | ----------------- |
| Fusta    | 0,55     | 950                          | 5.700             |
| PRFV     | 1,5      | 950                          | 280               |
| Alumini  | 2,7      | 7.100                        | 360               |
| Acer     | 7,8      | 21.000                       | 44                |

Les xifres demostren una de les grans qualitats de la fusta com a element estructural: una rigidesa relativa molt elevada, comparada amb altres materials usats habitualment.

## Procés d'obtenció

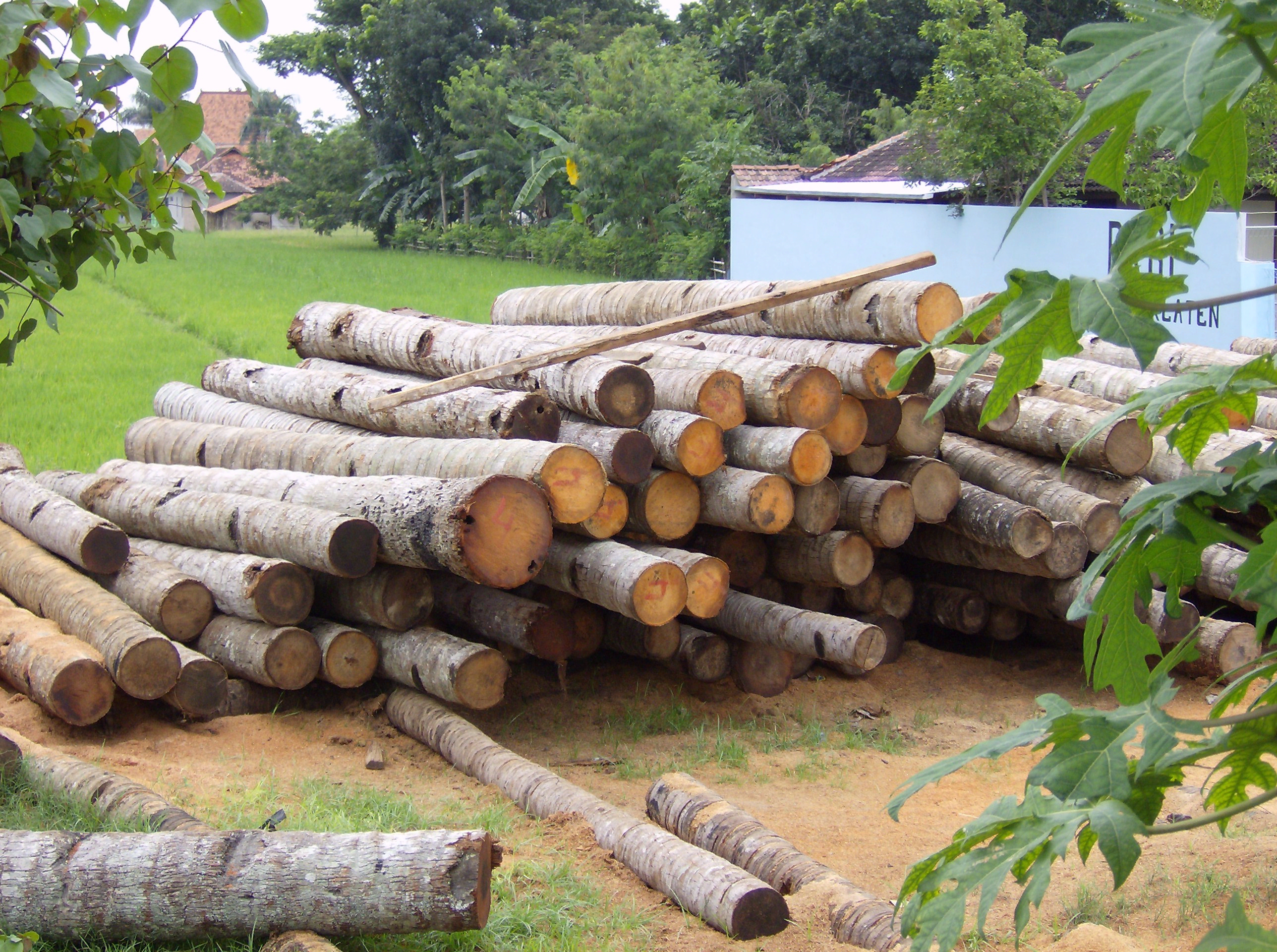
Troncs de fusta apilats, a les illes de Java.

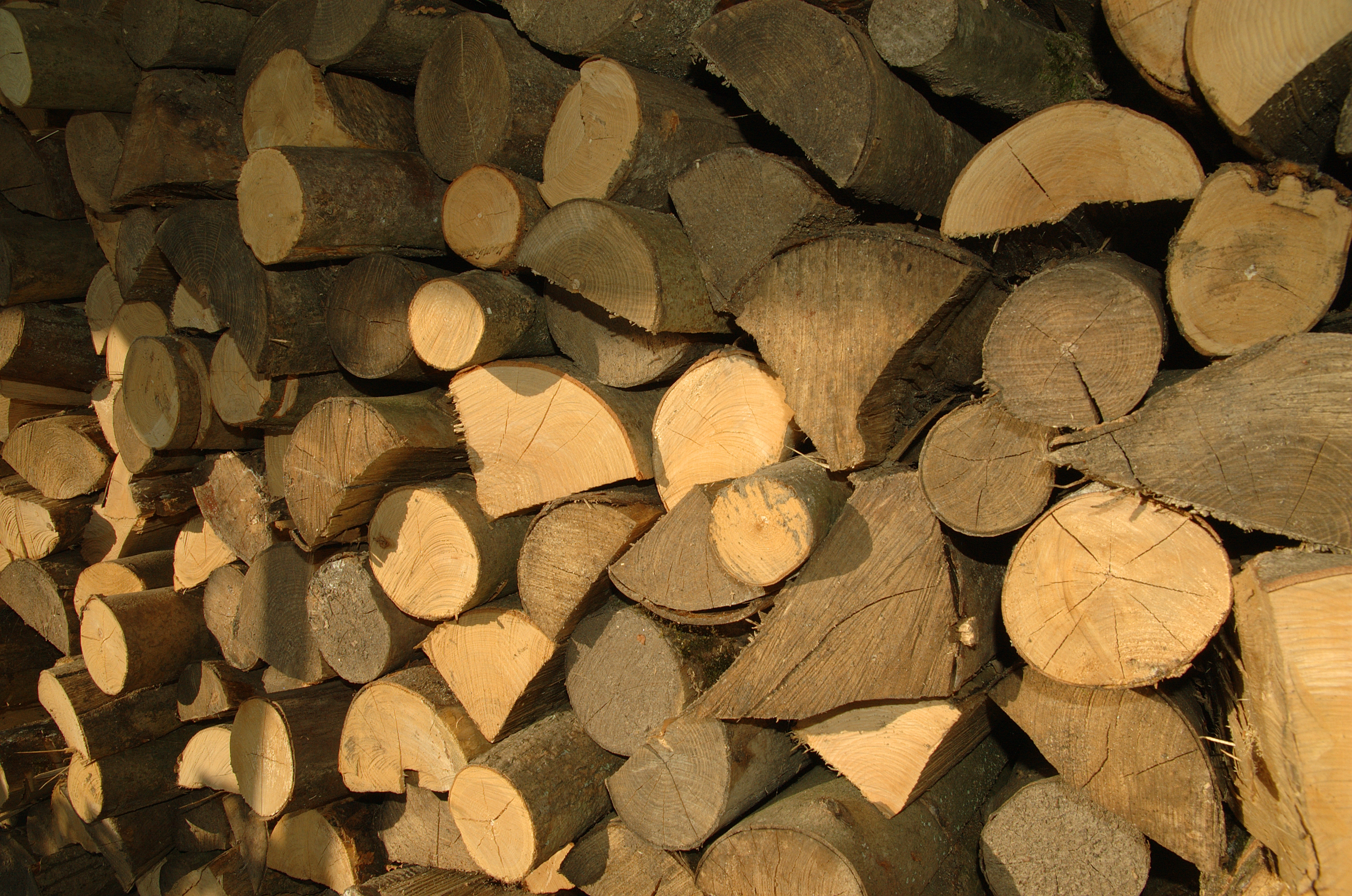
Fusta assecant-se.

- Tall o tala: En aquest procés intervenen els llenyataires o la colla d'operaris que pugen a la muntanya i amb destrals o serres elèctriques o de benzina tallen l'arbre i li treuen o lleven les branques, arrels i comencen a prendre-li l'escorça perquè comenci a assecar-se. Se sol recomanar que els arbres es tallin a l'hivern o a la tardor. És obligatori de replantar més arbres que els que es van tallant.
- Transport: És la segona fase i és en aquesta que la fusta és transportada del seu lloc de tall fins a la serradora i en aquesta fase depenen moltes coses com l'orografia i la infraestructura que hi hagi. Normalment es fa tirant amb animals o maquinària però hi ha casos en què hi ha un riu a prop i s'aprofita perquè els emporti, si hi ha bon corrent d'aigua es deixen anar els troncs amb compte que no s'encalli però si hi ha poc corrent es lliguen fent rais que es guien fins on calgui.
- Serratge: En aquesta fase la fusta és portada a unes serradores. En les quals se segueix més o menys aquest procés i la serradora l'únic que fa és dividir en trossos la fusta segons l'ús que se n' hagi de fer posteriorment. Acostumen a utilitzar diferents tipus de serra com per exemple, la serra alternativa, de cinta, circular o amb corrons. Algunes serradores combinen diverses d'aquestes tècniques per a millorar la producció.
- Assecatge: Aquest és el procés més important per la fusta, ja que fa que sigui de qualitat i estigui en bon estat malgrat que si fallen els anteriors també falli aquest.
  - Assecatge natural: Es col·loquen les fustes en piles separades al sòl i amb forats perquè corri l'aire entre ells i protegits de l'aigua. El problema amb aquest sistema és que triga molt de temps i això no és rendible per als del serradora que volen que això vagi rabent.
  - Assecatge artificial: dins d'aquest hi ha diversos mètodes diferents:
    - Assecatge per immersió: en aquest procés es fica al tronc o el patíbul d'una piscina, i gràcies a l'empenta de l'aigua per un dels costats del patíbul la saba surt empesa pel costat oposat, així s'aconsegueix d'eliminar la saba de la fusta i així no es podreixi; encara que priva a la fusta d'una mica de duresa i consistència, guanyarà en durada. Aquest procés pren uns quants mesos, després dels quals la fusta assecarà més de pressa perquè no hi ha saba.
    - Assecats al buit: en aquest procés la fusta és introduïda en unes màquines de buit. És el més segur i permet conciliar temps violentadament breus d'assecatge amb més:
      - Baixes temperatures de la fusta en assecatge.
      - Limitació gradients d'humitat entre l'exterior i la superfície.
      - L'eliminació del risc de fissures, enfonsament o alteració del color.
      - Fàcil utilització.
      - Manteniment reduït de la instal·lació.

    - Assecatge per vaporització: aquest procés és molt costós però bo. Es fiquen els fustes en una nau tancada a certa altura del sòl per la qual corre un núvol de vapor de 80 a 100 °C; amb aquest procés s'aconsegueix que la fusta perdi prop de 25% del seu pes en aigua i més tard per a completar el procés s'hi fa circular un corrent de vapor d'oli de quitrà que l'impermeabilitzarà i n'afavorirà la conservació.

  - Assecatge mixt: En aquest procés s'ajunten el natural i l'artificial: es comença amb un assecatge natural que elimina la humitat de vora 20-25% per prosseguir amb l'assecatge artificial fins a arribar al punt d'assecament o d'eliminació d'humitat desitjat.
    - Assecatge per bomba de calor: Aquest procés és una altra aplicació del sistema d'assecatge per vaporització, amb l'aplicació de la tecnologia de "bomba de calor" a l'assecatge de la fusta permet la utilització d'un circuit tancat d'aire en el procés, ja que aprofitant la possibilitat de condensació d'aigua per part de la bomba de calor, de manera que no és necessària l'entrada d'aire exterior per a mantenir la humitat relativa de la cambra de la nau, ja que si no hi hauria desfasaments de temperatura, humitat.

El circuit serà el següent: l'aire que ha passat a través de la fusta-freda i carregat d'humitat es fa passar per una bateria evaporador -focus fred- per la qual passa el refrigerant (freó R-134.) En estat líquid a baixa pressió. L'aire es refreda fins que arribi al punt de rosada i es condensa l'aigua que s'ha separat de la fusta. La calor cedida per l'aigua en passar d'estat vapor a estat líquid és recollida pel freó, que passa a vapor a baixa pressió. Aquest freó en estat gasós es fa passar a través d'un compressor, de manera que disposem de freó en estat gasós i alta pressió i, per tant, una alta temperatura, que s'aprofita per escalfar el mateix aire d'assecatge i tancar el cicle. D'aquesta manera disposem d'aire calent i sec, que es torna a fer passar a través de la fusta que està a l'interior de la nau tancada.
La gran importància d'aquest cicle es deu al fet que en no fer que entrin grans quantitats d'aire exterior, no es trenqui l'equilibri obtingut per la fusta, i no es produeixen tensions, de manera que s'aconsegueix un assecat d'alta qualitat aconseguint com a producte una fusta massissa d'alta qualitat.

### Mètodes de tallar els troncs en peces

Secció d'un tronc amb dues peces marcades segons sistemes de tall diferents.

Denominació en anglès de les peces de fusta segons la seva orientació. D'acord amb la institució Architectural Woodwork Institute (AWI).

Els troncs dels arbres ja tallats tenen la forma d'un cilindre irregular. Poques vegades s'aprofiten en aquest estat. Normalment van a una empresa serradora i es tallen en peces prismàtiques: bigues, cabirons, taulons, quadrons, llates, posts, llistons.
Considerant una secció del tronc gairebé circular hi ha diverses maneres de tallar el tronc:
- en talls radials
- en talls paral·lels
- en biga central quadrada
- especejat en creu
- procediment Cantibay
- a partir de talls paral·lels
- a partir de talls encontrats
- en tall holandès
- tall en quartons

En cada mètode es tracta d'aprofitar al màxim la matèria primera, minimitzant els residus.

#### Conseqüències tecnològiques
El tronc d'un arbre viu suporta unes tensions internes prou ben determinades. El nucli està comprimit mentre que la part exterior es troba sota tensió. A més, la seva "fusta" té un grau important d'humitat.
Quan el tronc ja es troba tallat les tensions internes inicials són les mateixes. En assecar-se parcialment les tensions varien de forma quantitativa (però no de forma qualitativa).
En el pas següent de serratge, les peces prismàtiques obtingudes segueixen amb unes tensions internes que provoquen unes deformacions predeterminades. (Les peces es tallen rectes. Però les tensions internes provoquen deformació de cada peça en funció de l'orientació dels talls). Quan la fusta s'asseca a grau normal de servei (prop del 14%) les peces obtingudes encara es deformen més.
- Les tapes o taules harmòniques de les  guitarres (i sovint també els fons) es tallen segons el mètode radial que no causa deformació.

### La fusta i la humitat
La fusta és un material higroscòpic que conté una quantitat variable d'aigua en el seu interior. El percentatge d'humitat d'una peça de fusta pot augmentar o minvar segons les condicions atmosfèriques (humitat relativa de l'aire).
- Quan l'aigua de la fusta s'evapora (s'asseca) la fusta pateix una retracció (s'encongeix).
- Quan la fusta s'humidifica, agafant aigua de l'atmosfera (o si es mulla directament), experimenta un procés d'expansió.

#### Aigua i micro-estructura
La fusta està formada per una munió de cèl·lules allargades orientades en sentit longitudinal al llarg del tronc de l'arbre. (En algunes varietats de fusta, les cèl·lules indicades tenen unes dimensions de 3 x 0,2 mm). Aquestes cèl·lules són buides i la part resistent es limita a les parets, de natura cristal·lina.
- En l'arbre viu, els diferents espais buits estan plens d'aigua. I també les cèl·lules.
  - L'aigua interna és de dues menes:
  - aigua lliure que omple les cavitats de l'estructura
  - aigua encapsulada, continguda en l'interior de les cèl·lules
- Quan l'arbre és tallat i serrat, s'inicia un procés d'assecament natural. Són freqüents els processos d'assecatge artificial.
  - Quan l'aigua s'evapora, comença per l'aigua lliure. Un cop s'ha evaporat l'aigua lliure, comença a evaporar-se l'aigua encapsulada.[46]
    - Hi ha un concepte, el punt de saturació de fibra (PSF; FSP en anglès, fiber saturation point), que defineix els límits del procés indicat. El punt de saturació de fibra és, per a cada varietat de fusta, el percentatge d'humitat que indica 0% d'aigua lliure i 100% d'aigua encapsulada.

#### Valors numèrics de la retracció
La taula següent indica els percentatges de la retracció de diverses fustes. Des d'una humitat inicial corresponent a la de la fusta verda fins a una humitat del 12%.
| Fusta             | Retracció radial | Retracció tangencial | Notes       |
| ----------------- | ---------------- | -------------------- | ----------- |
| Thuja plicata     | 1,4              | 3.0                  | 12% humitat |
| Avet de Douglas   | 2,9              | 4,6                  | 12%         |
| Tsuga             | 2,5              | 4,7                  | 12%         |
| Larix             | 2,7              | 5,5                  | 12%         |
| Pinus strobus     | 1,3              | 3,7                  | 12%         |
| Pinus resinosa    | 2,3              | 4,3                  | 12%         |
| Pinus monticola   | 2,5              | 4,4                  | 12%         |
| Pícea d'Engelmann | 3,8              | 7,1                  | 4% ?        |

#### Contingut d'aigua i resistència mecànica
La fusta seca té una resistència superior a la fusta verda o saturada d'humitat.

#### Conclusions tecnològiques
En l'assecament de les peces serrades d'un tronc (a més de les tensions internes inicials, indicades en un apartat anterior) la variació d'humitat provoca diferents retraccions segons l'orientació de les fibres. Les peces de fusta es “mouen”.
- Les peces tallades en sentit radial s'encongeixen poc i sense corbar-se.
- Les peces tallades en sentit tangencial s'encongeixen més i es corben.

Els conjunts estructurals basats en peces de fusta han de tenir en compte la inestabilitat dimensional de la fusta amb les variacions d'humitat.
- Exemple: Les guitarres de concert, estan construïdes amb diferents peces de fustes diverses, amb un cert grau d'humitat. En certs ambients on hi ha calefacció la humitat relativa és molt baixa i una guitarra pot esquerdar-se completament si hom no pren precaucions adequades. Andrés Segovia, el primer que feia en arribar a la cambra d'un hotel amb calefacció era obrir les finestres de bat a bat.[50]

### Materials residuals
Des del procés de la tala fins a l'estadi final d'una peça de fusta hi ha una sèrie de processos que provoquen residus. Els materials residuals, limitats als que són només fusta, reben diversos noms: ascles, estelles, serradures, encenalls, pols, caps de tauló i altres.
Els processos de transformació dels derivats de la fusta, des de l'inici fins al final de la vida de l'objecte acabat, són la causa de materials residuals semblants o diferents als anteriors. Cal tenir en compte que aquests darrers residus incorporen compostos químics (coles, vernissos, preservatius químics…) que presenten una problemàtica especial. Generalment no es poden cremar de forma inocua.

## Derivats
De la fusta natural s'obtenen altres productes, com els taulers artificials, el paper i el cartró.
Els taulers artificials:
En general, el mobles que utilitzem no són fabricats de fusta massissa. L'interior dels mobles es fa de fustes artificials i solament s'hi usa la fusta natural a la part exterior en forma de làmines.
Tenen les característiques següents:
- Són més econòmics que la fusta natural.
- Poden tenir dimensions molt més grans.
- No es deformen, ni es podreixen ni es corquen.

Fonamentalment poden ser de tres tipus: Contraplacat, aglomerat i premsat o de fibra.
Presentacions comercials:
1. Taulers de fulloles
2. Taulers de partícules
3. Taulers de fibres (aglomerats)
4. Taulers de llistons (contraplacats)
5. Fulloles naturals (tàblex i DM)
6. Fulloles sintètiques (enllistonats)

El paper:
El paper és una fina capa de fibres vegetals entrellaçades entre si formant un pedaç que té la propietat de ser resistent, perdurable en el temps, lleuger, aïllant de la calor i l'electricitat i higroscòpic (absorbeix l'aigua).
El cartró:
S'obté a partir de làmines gruixudes de pasta de paper o per aferrada de diverses capes. La forma comercial més comuna és el cartó ondulat, que és un compost d'una làmina de paper interior amb forma d'ones, reforçades per dues d'exteriors llises que hi són adherides amb cola.

## La fusta en la indústria i la construcció

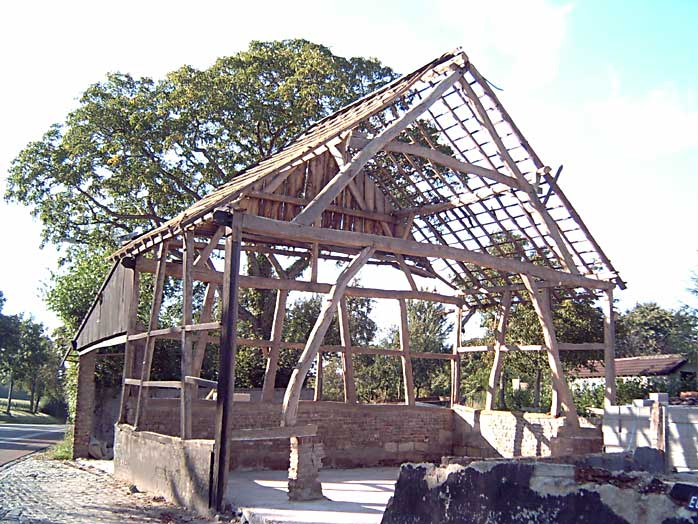
Entramat de fusta despullat a una casa a Eckelrade (Països Baixos)

Per tal d'evitar-ne la destrucció hom la sotmet a un tractament de conservació, que consisteix a injectar-hi en fred i a pressió, amb aparells adequats, o bé en calent, mitjançant autoclaus, una substància capaç de fer-la imputrescible (creosota, sulfat de coure...) i de preservar-la de l'acció de l'aigua, de certs insectes i de la floridura.

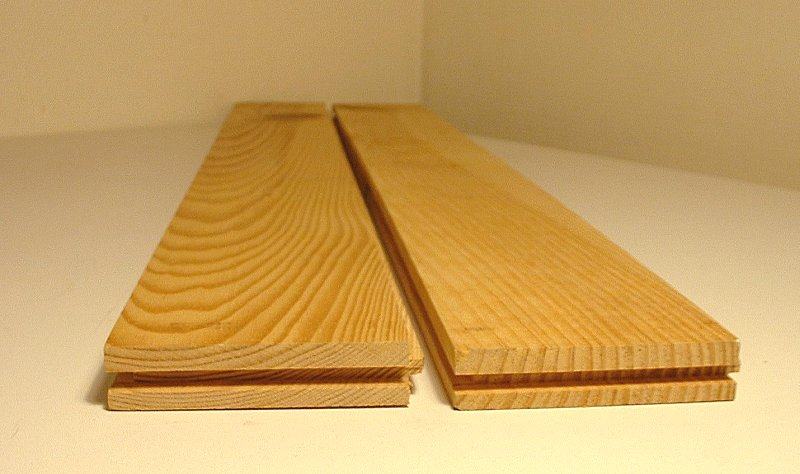
Taulons de fusta

En la construcció, la fusta s'empra com a element resistent, com tancament, paviments o decoratiu.
- Elements resistents: Pilars, bigues, entramats o encavallades
- Tancaments: S'usa bàsicament per baranes, portes o elements estructurals de fusteria (bastiments, finestres)
- Paviments: Empostissats de parquet, massís o laminat
- Decoració: S'utilitza en elements escultòrics o panel·lats,
- Elements auxiliars: Com a material de construcció s'utilitza per bastides, encofrats o plataformes.

### Tipus de fustes
Entre els tipus comercials de fusta més valorats comercialment cal destacar:
- Aiús
- Alzina
- Boix
- Caoba
- Castanyer
- Faig
- Freixe
- Lauan
- Limba
- Melis
- Meranti
- Ocumé
- Sapel·li
- Sipo
- Virola

Per a construccions hidràuliques, de travesses de ferrocarril, armeria, etc., s'empra l'anomenada fusta de ferro, molt dura i resistent.
La fusta és també utilitzada en escultura.
En la indústria química és emprada per a la producció d'aiguarràs i d'àcid acètic per destil·lació seca.

### Aspecte d'algunes fustes

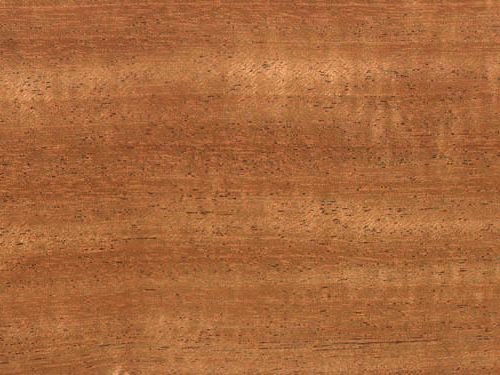
Caoba
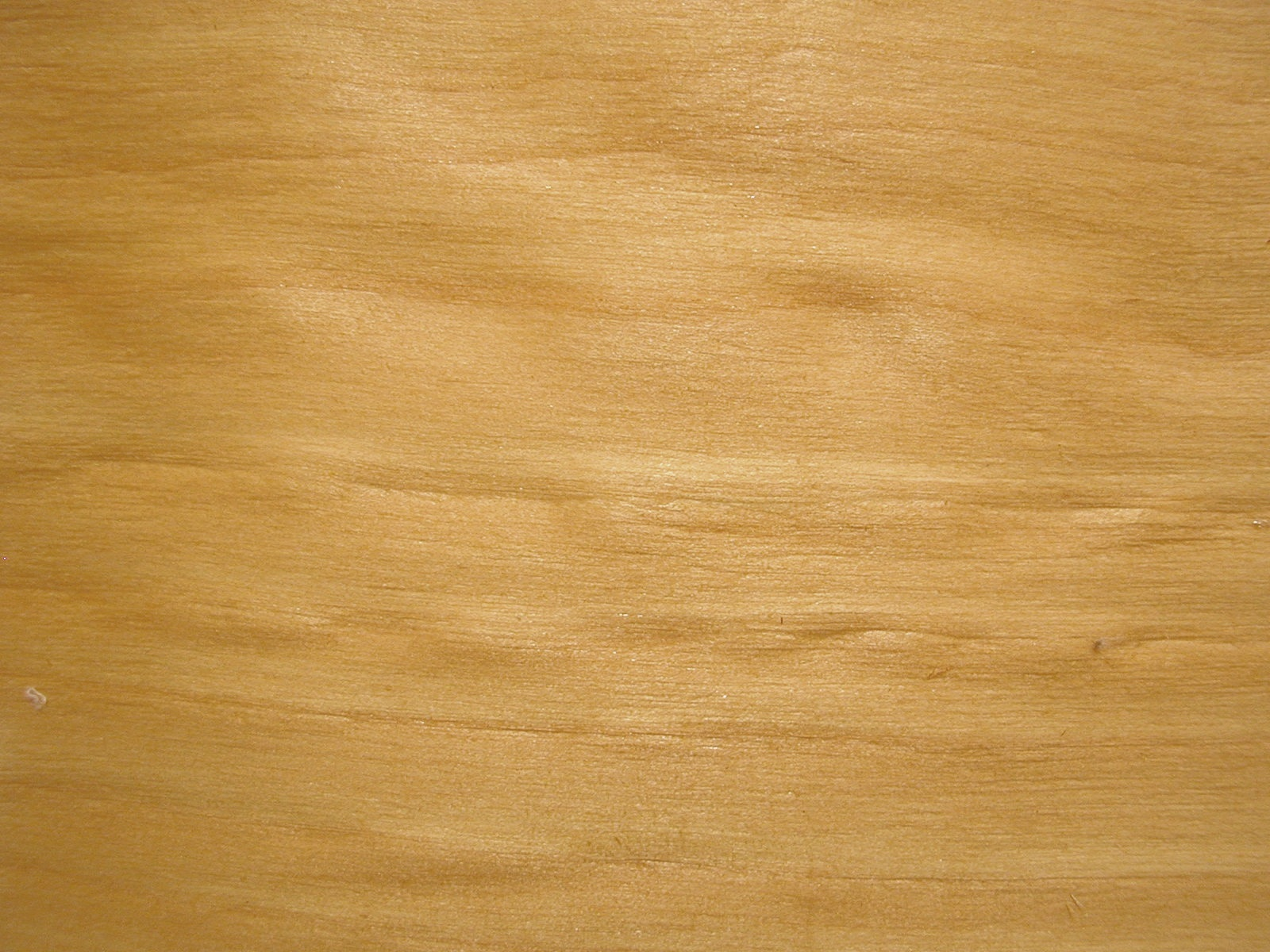
Bedoll
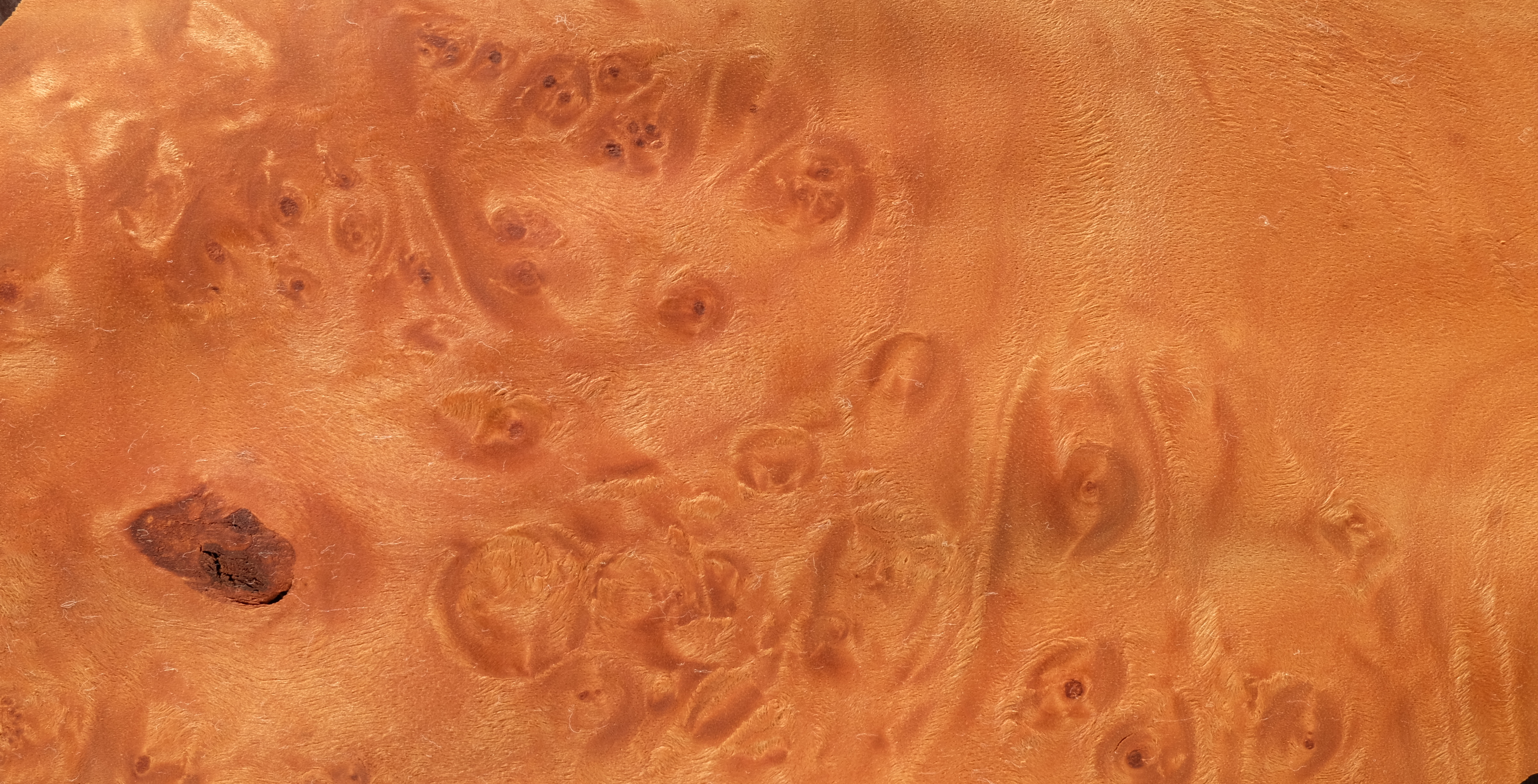
Auró ull de perdiu
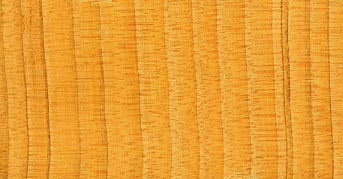
Cedre
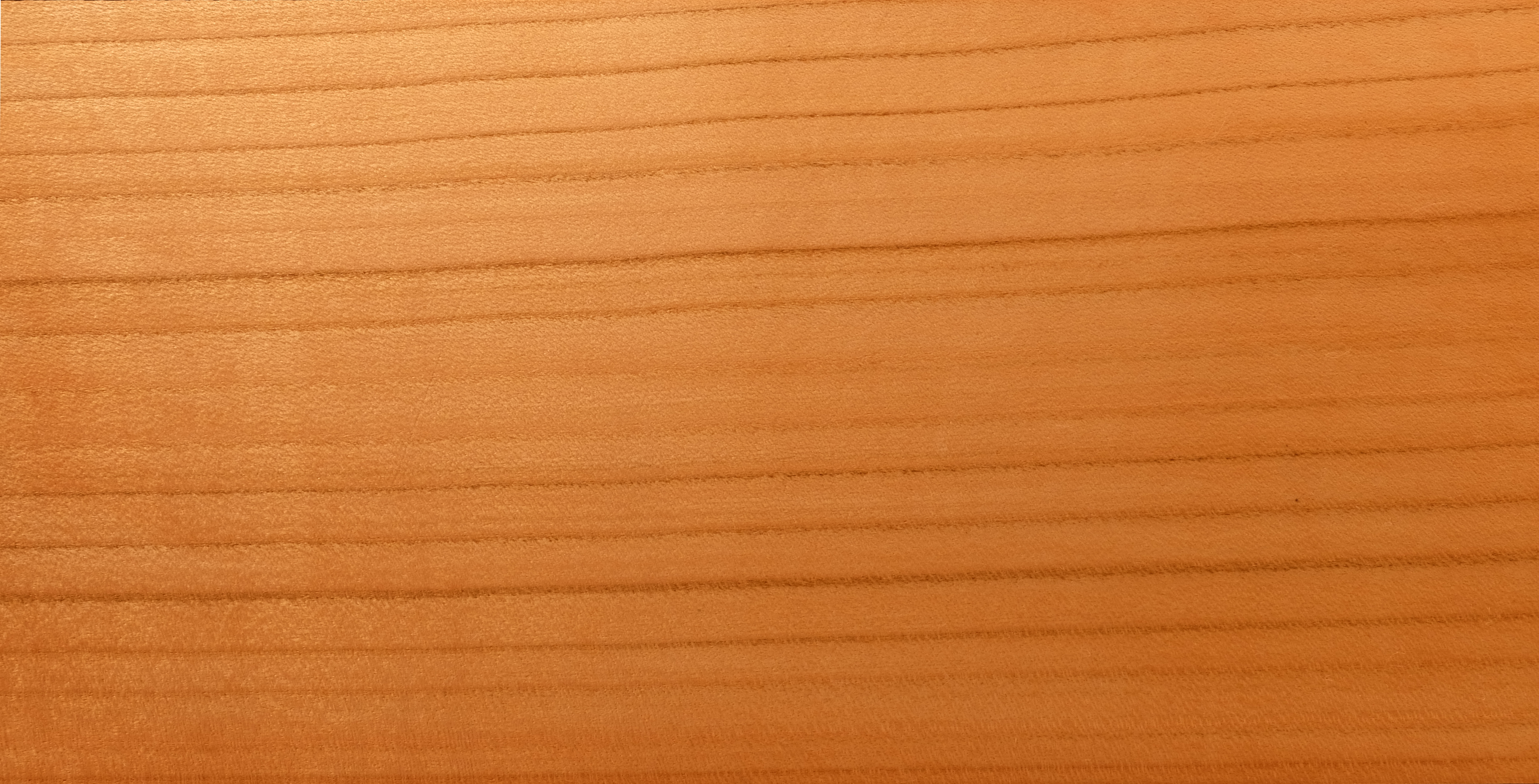
Cirerer
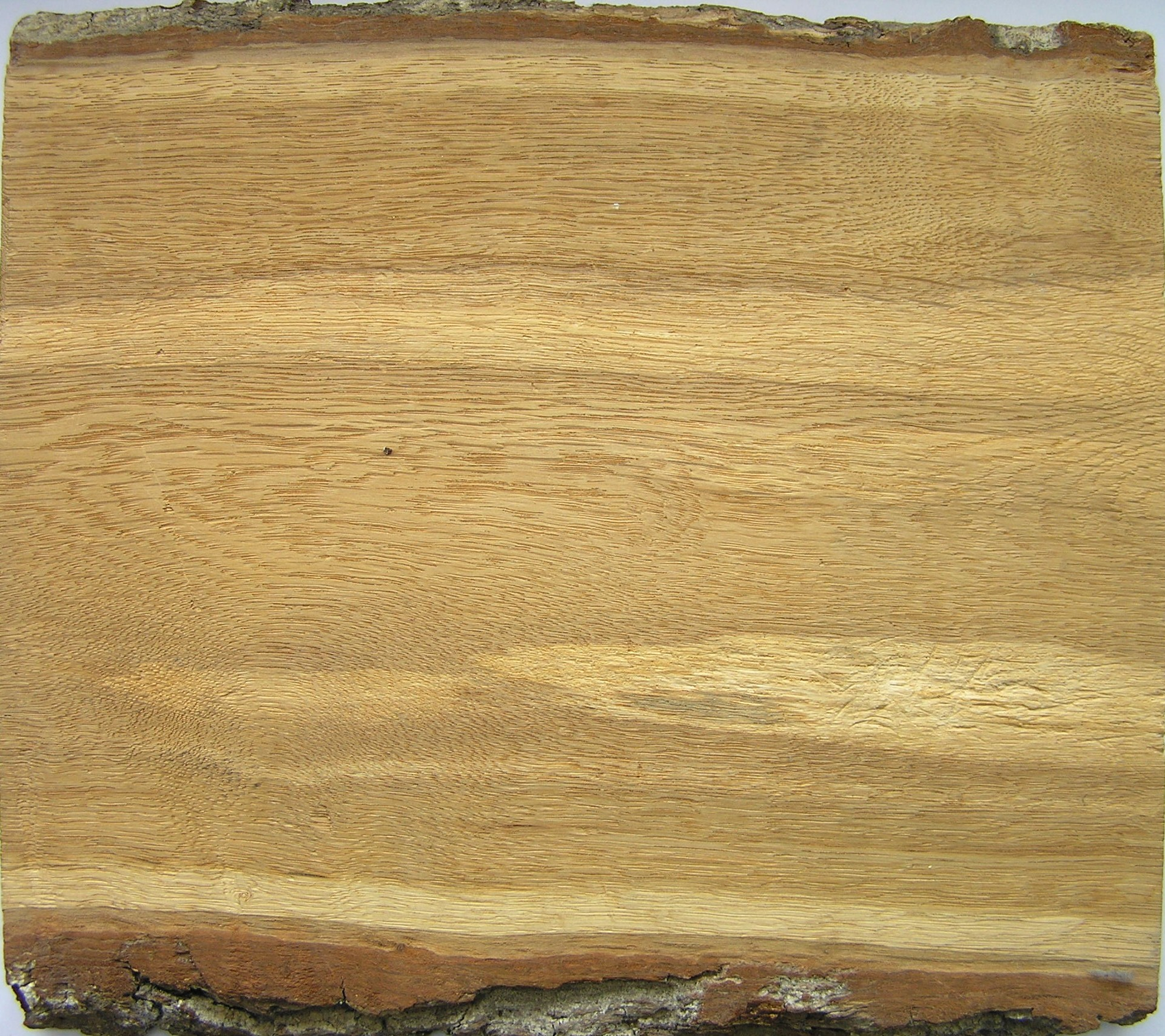
Alzina
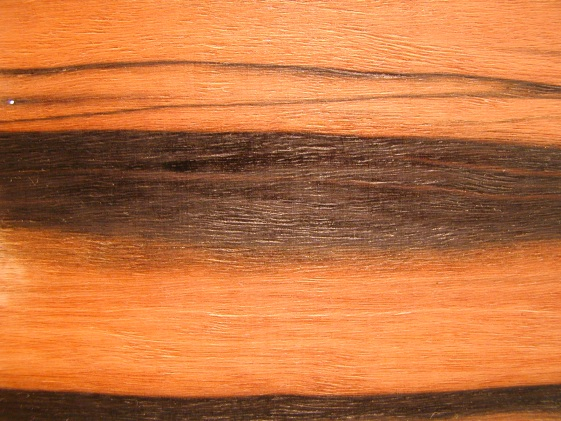
Banús de Makassar
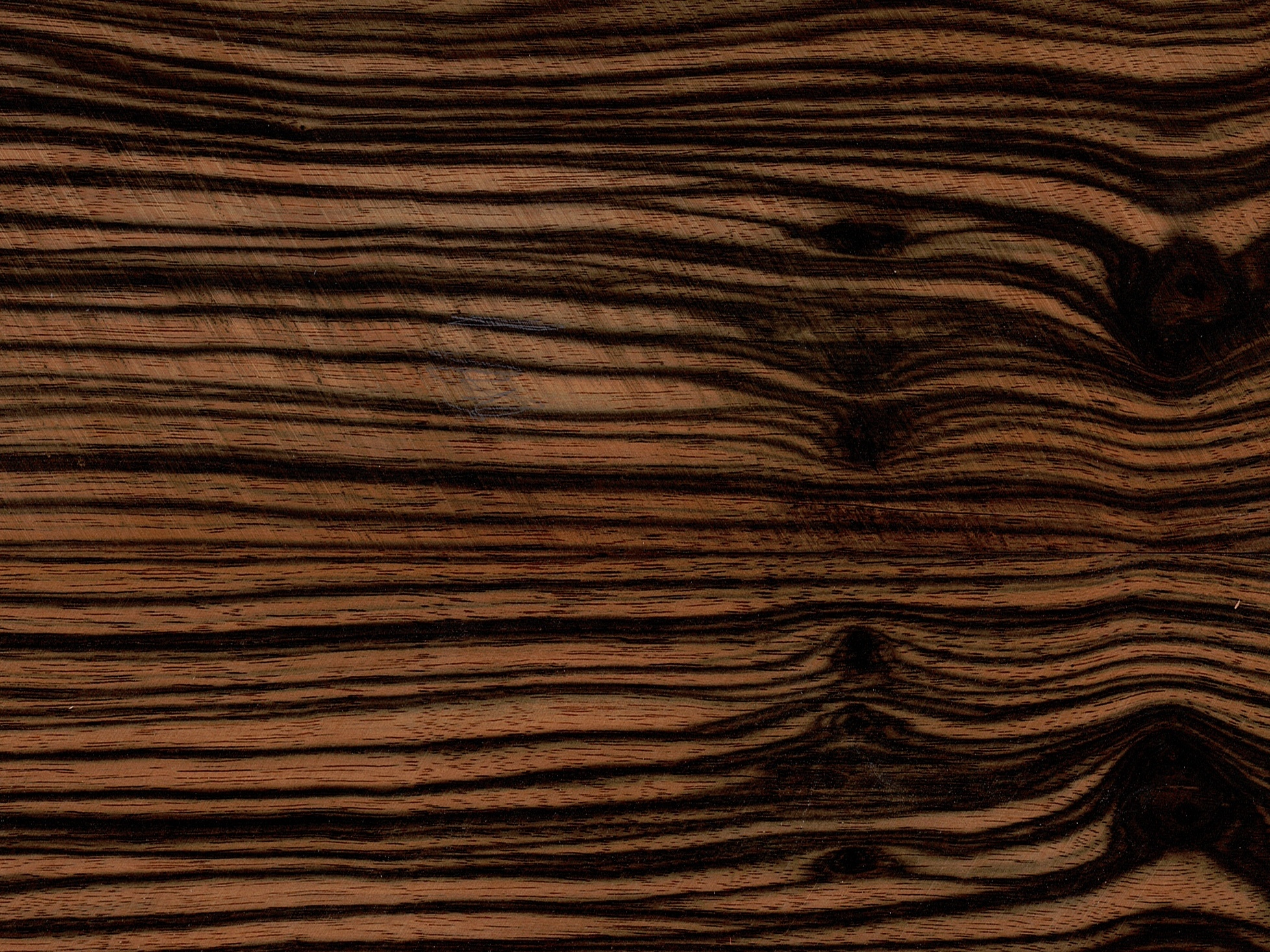
Banús de Makassar
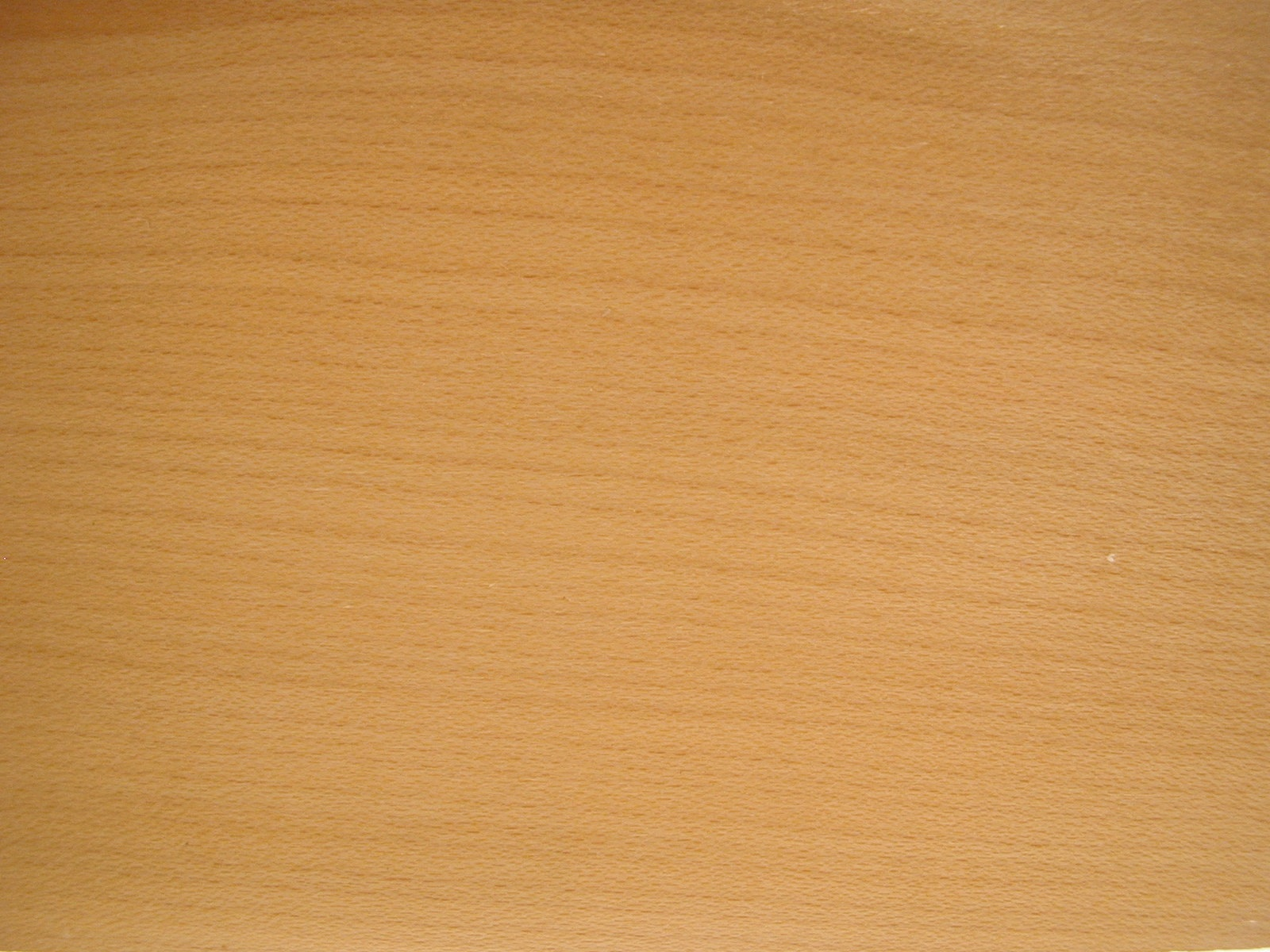
Erable
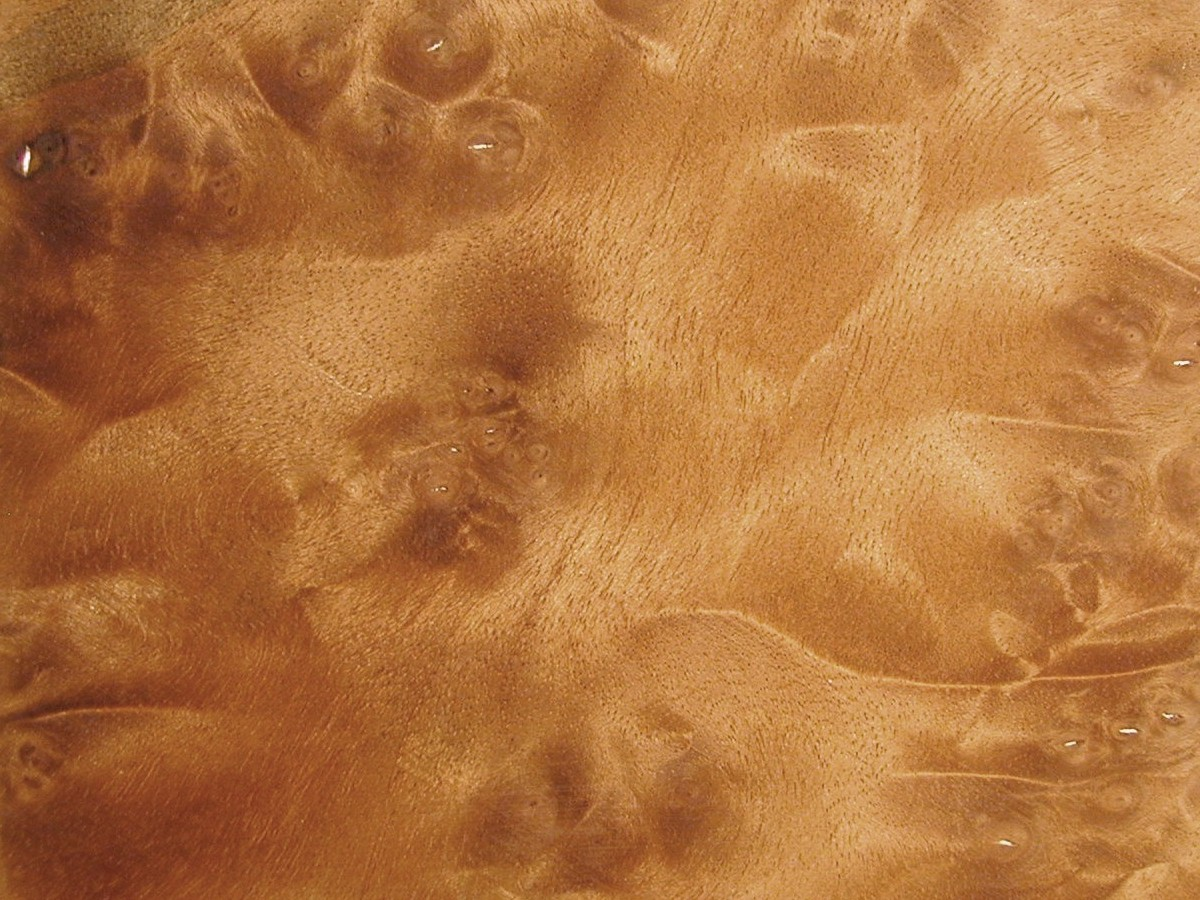
Llúpia de noguera
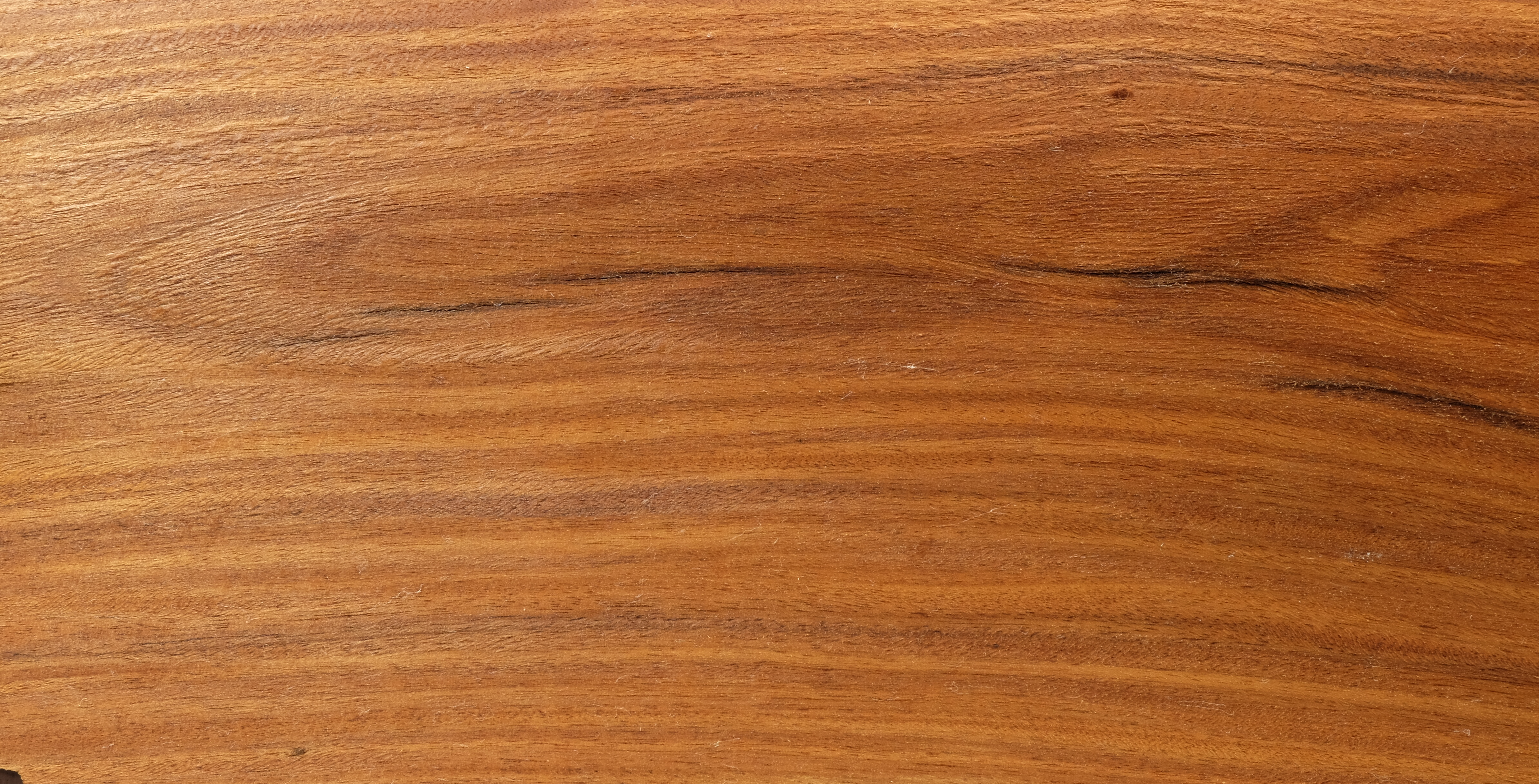
Palissandre de Rio, Dalbergia nigra
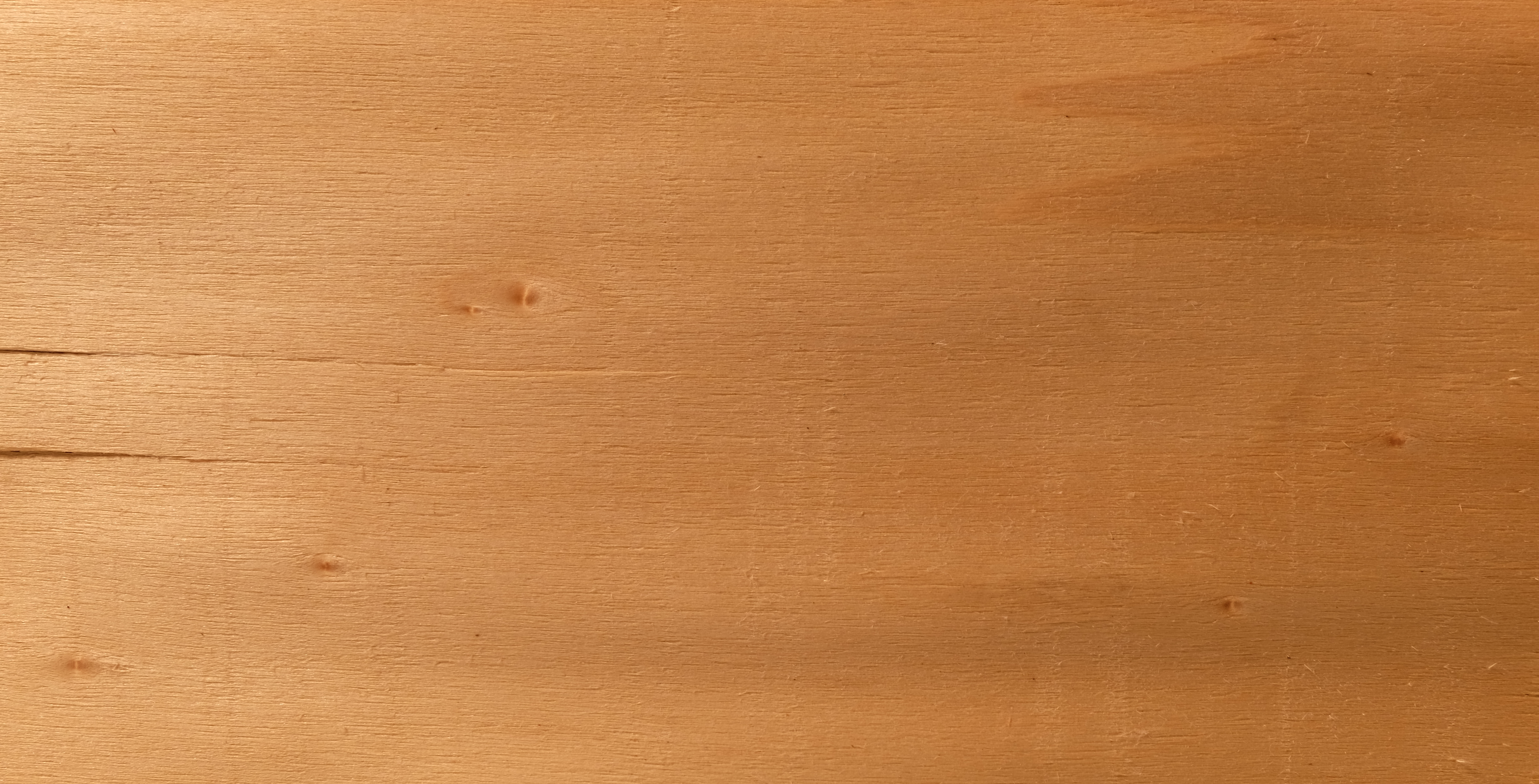
Pollancre
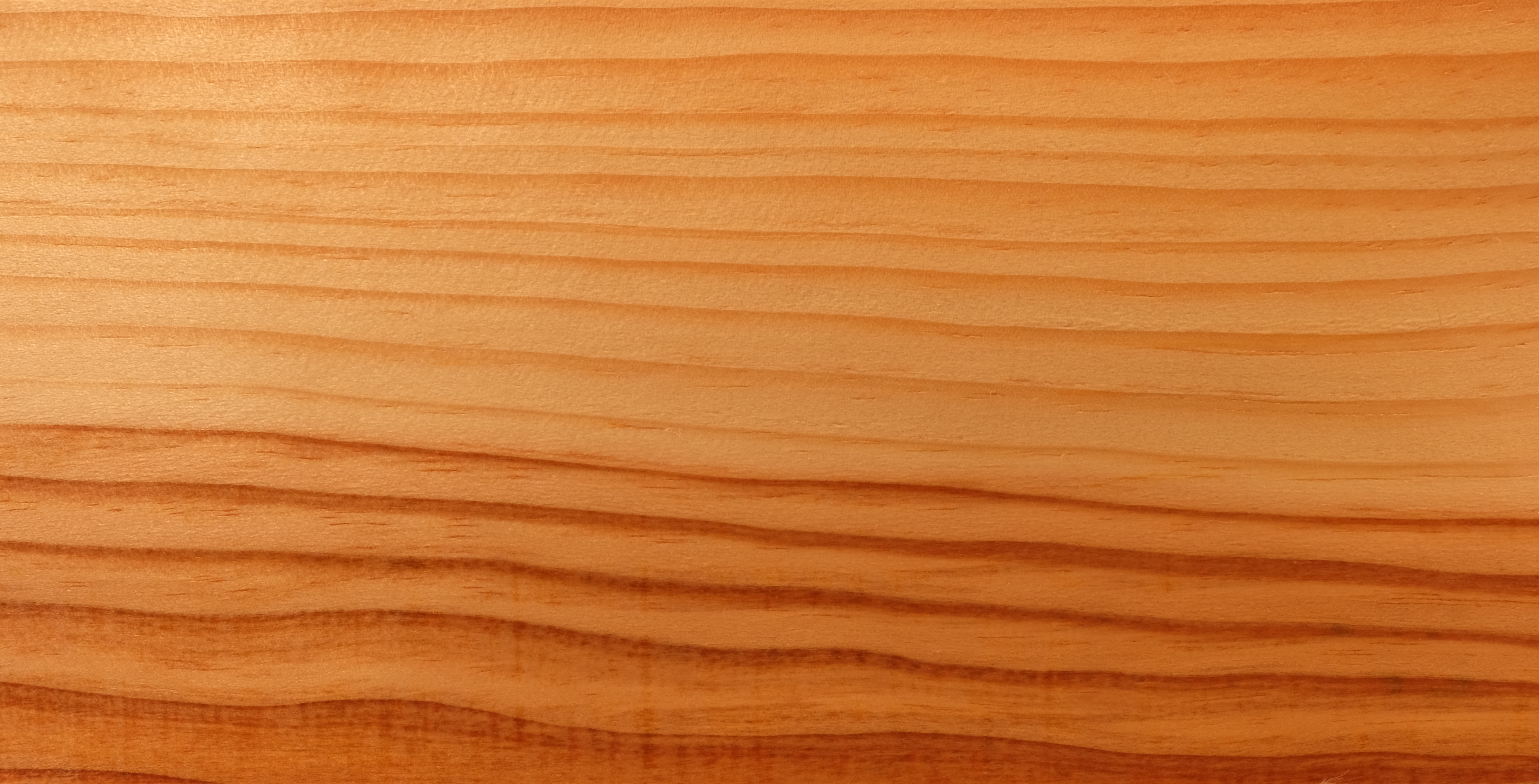
Pi
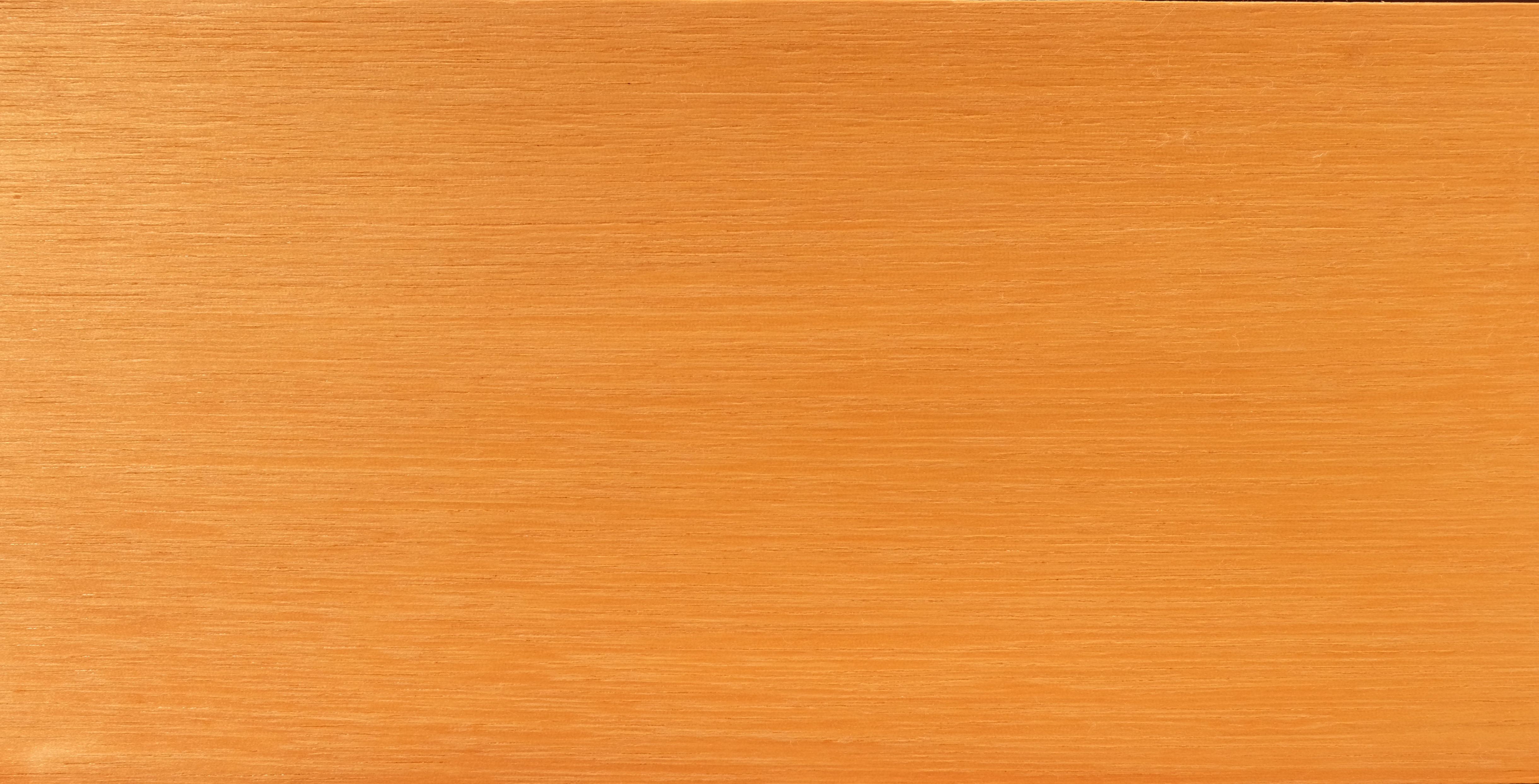
Ramin, Gonystylus bancanus
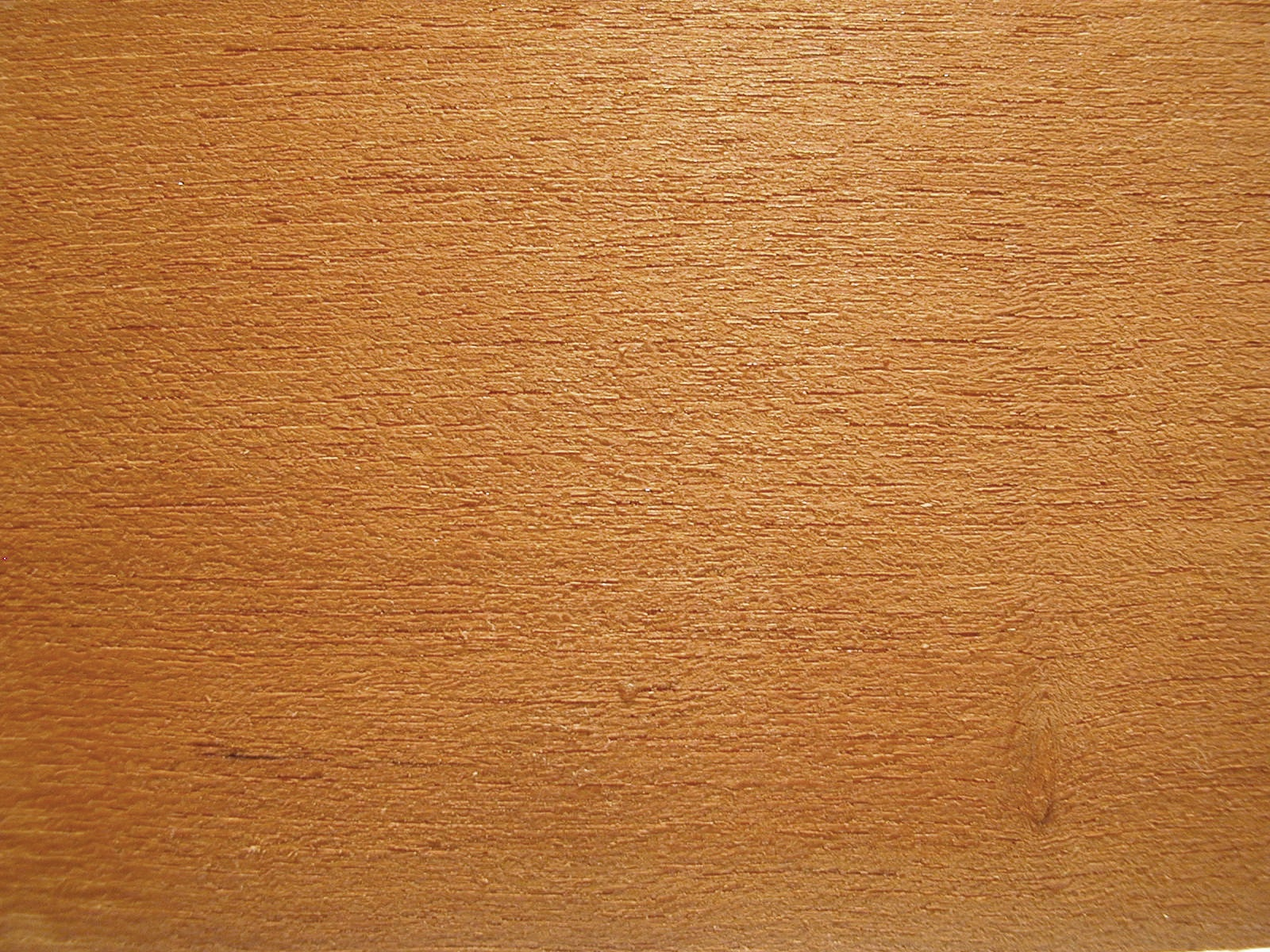
Teca

## Malalties professionals del sector
Les persones que treballen en el sector de la fusta estan sotmeses a riscs específics que cal conèixer i reduir tant com sigui possible. Des de la tala de l'arbre, el transport, els processos de serrat, els tractaments de la fusta, la fabricació de productes derivats, l'elaboració de la fusta fins a productes acabats,... etc hi ha perills específics o potencials que poden atemptar contra la salut.

### Perills de caràcter químic
- Algunes fustes exòtiques poden ser tòxiques. El contacte perllongat amb la pell pot produir irritacions i al·lèrgies.
- Alguns tractaments per a millorar la durabilitat de les fustes es basen en productes químics tòxics o cancerígens.

### Perills de caràcter mecànic
L'agent principal és la pols. Especialment la pols fina associada amb les serradures i pólvores que es produeix quan es talla i treballa la fusta.
La pols fina afecta negativament els pulmons si es respira, encara que la fusta original no sigui tòxica. En el cas de fustes tòxiques el perill és doble: mecànic i químic.

## Font d'energia
La fusta que és també biomassa és la font d'energia més antiga que coneix la humanitat.
Actualment, per a més de la meitat de la població mundial, la fusta representa l'origen del 50% de l'energia consumida però per a Europa i Estats Units tan sols el 4%.
La fusta es compon de cel·lulosa i lignina, així com de midó, bàlsams, alcohol metílic, càmfora, colorants, tanins, perfums i resines. Conté carboni i hidrogen. El contingut energètic depèn de l'espècie vegetal però sempre és inferior al del carbó i els altres combustibles fòssils.
Per produir calor durant la combustió de la fusta cal oxigen, com a comburent, i s'allibera diòxid de carboni.

### Cuinar amb llenya en l'actualitat
Més de 3.000 milions de persones cuinen amb llenya. Sovint amb llars de foc ineficients o fogons poc eficients. El simple fet de menjar calent suposa un greu problema de desforestació.

### Poder calorífic
| Combustible               | MJ/kg       | kJ/L   | BTU/lb | kJ/mol |
| ------------------------- | ----------- | ------ | ------ | ------ |
| Propà                     | 50,35       |        |        |        |
| Butà                      | 49,51       |        | 20 900 | 2 800  |
| Benzina                   | 46,0 - 47,3 | 35 475 | 20 400 | ---    |
| Gasoil (carburant Diesel) | 44,8        | 38 080 | 19 300 | ---    |
| Gas natural               | 30 - 33     | ---    | ---    | ---    |
| Hulla d'alta qualitat     | 27 - 29     | ---    | ---    | ---    |
| Carbó comú                | 22 - 24     | ---    | ---    | ---    |
| Lignit d'alta qualitat    | 18 - 20     | ---    | ---    | ---    |
| Fusta                     | 14 - 15     | ---    | 6 500  | ---    |

## Agents nocius
El deteriorament de la fusta és un procés que n'altera les característiques. A grans trets, pot ser atribuïda a dues causes primàries:
- Agents biòtics (que viuen)
- Agents físics (que no viuen).

En la majoria dels casos, el deteriorament de la fusta és una sèrie contínua, on les accions de degradació són un o més agents que alteren les característiques de la fusta al grau requerit perquè altres agents l'ataquin. La familiaritat de l'inspector amb els agents de deteriorament és una de les ajudes més importants per a la inspecció eficaç. Amb aquest coneixement, la inspecció es pot apropar amb una visió acurada dels processos implicats en el dany i els factors que afavoreixen o inhibeixen el seu desenvolupament.

### Agents biòtics del deteriorament
La fusta és notablement resistent al dany biològic, però hi ha un nombre d'organismes que tenen la capacitat d'utilitzar la fusta d'una manera que altera les seves característiques. Els organismes que ataquen la fusta inclouen: bacteris, fongs, insectes i perforadors marins. Alguns d'aquests organismes utilitzen la fusta com a font d'aliment, mentre que altres l'utilitzen d'abric.

### Requeriments biòtics
Els agents biòtics requereixen certes condicions per a la supervivència. Aquests requisits inclouen humitat, oxigen disponible, temperatures convenients, i una font adequada d'aliment, que generalment és la fusta. Encara que el grau de dependència d'aquests organismes varien entre diferents requeriments, cadascun d'aquests han d'estar present perquè passi el deteriorament.

### Humitat
Tot i que molts usuaris de la fusta parlen de la putrefacció seca, el terme és enganyós, ja que la fusta ha de contenir aigua perquè ocorrin els atacs biològics. El contingut d'aigua en la fusta és un factor determinant i important pels tipus d'organismes presents que degraden la fusta.
La humitat en la fusta respon a diversos propòsits en el procés de la putrefacció. Fongs i insectes requereixen molts processos metabòlics. Els fongs, també proporcionen un mitjà de difusió per tal que els enzims degradin l'estructura de la fusta. Quan l'aigua entra a la fusta, la microestructura s'infla fins a assolir el punt de saturació de la fibra (sobre un 30% del contingut d'humitat en la fusta). En aquest punt, l'aigua lliure en les cavitats de les cèl·lules de la fusta, el fong pot començar a degradar. La inflor associada amb l'aigua es creu que fa a la cel·lulosa més accessible a les enzims dels fongs, augmentant la velocitat de putrefacció de la fusta. A més, la repetida adherència de l'aigua, la sequedat o la contínua exposició amb la humitat poden donar lloc a una lixiviació dels extractes tòxics i d'alguns preservants de la fusta, reduint la resistència al mal.

### L'oxigen
Amb l'excepció dels bacteris anaeròbiques, tots els organismes requereixen l'oxigen per a la seva respiració. Mentre es priven d'oxigen pot semblar una estratègia lògica per al control de la decadència de la fusta, ja que la majoria dels fongs poden sobreviure en nivells molt baixos d'oxigen. Una excepció està a submergir totalment la fusta en aigua. En ambients marins, es pot embolicar en plàstic o en concret de manera que els perforadors marins no puguin intercanviar els nutrients ni amb l'aigua de mar circumdant. En molts casos, la fusta no tractada decaurà en aigua dolça, però roman la implicació submarina on està absent l'oxigen.

### La temperatura
La majoria dels organismes prosperen en un rang òptim de temperatura de 21 °C a 30 °C, però són capaços de sobreviure sobre una considerable gamma de temperatura. En temperatures sota 0 °C, el metabolisme de la majoria dels organismes es retarda. Mentre que la temperatura pugi per sobre de zero graus, ells comencen novament a atacar la fusta, però l'activitat es retarda ràpidament mentre que la temperatura s'apropa a 32 °C.
En temperatures sobre 32 °C, el creixement de la majoria dels organismes declina, encara que un cert d'espècies continuï extremadament tolerant a prosperar fins a 40 °C. La majoria dels organismes moren a l'exposició perllongada sobre aquest nivell, i generalment s'accepta que en 75 minuts d'exposició a la temperatura de 65,6 °C tots els fongs que estan establerts en la fusta decauen.

### Aliment
La majoria dels agents biòtics que ataquen la fusta s'utilitza com a font d'aliment. Quan la fusta aquesta tractada amb preservant, la font d'aliment es enverina, i la infecció pot passar només on el tractament és incorrecte. Si la fusta exposada és d'una espècie naturalment durable tindrà inicialment cert grau de resistència a l'atac, però aquesta resistència serà reduïda ràpidament pel desgast de l'acció atmosfèrica i la lixiviació. Mantenir un tractament preservatiu eficaç és essencial per prevenir l'atac biòtic.

### Bacteris
Els bacteris són petits organismes unicel·lulars que estan entre els més comuns de la terra. S'ha demostrat recentment que són importants en la infecció de la fusta no tractada exposada en ambients molt humits, causant un augment de la permeabilitat i estoven en la superfície de la fusta. La desintegració bacteriana és normalment un procés extremadament lent, però pot arribar a ser seriós en situacions on la fusta no tractada està submergida per llargs períodes. Molts bacteris són també capaços de degradar els preservants podent modificar la fusta tractada d'una manera tal que aquesta arribi a ser més susceptible químicament a organismes que menys toleren. Encara que la pèrdua significativa de la resistència pot desenvolupar-se en les restes de la fusta no tractada saturat per períodes molt llargs, el decaïment bacterià no sembla un perill significatiu en la fusta tractada a pressió utilitzada típicament per a la construcció.

### Fongs
Els fongs són simples organismes que utilitzen la fusta com a font d'aliment. Els fongs estan formats per unes xarxes anomenades hifes que produeixen els enzims que degraden la cel·lulosa, l'hemicel·lulosa, o lignina que absorbeix el material degradat per a acabar el procés de desintegració.
Una vegada que el fong obté prou quantitat d'energia de la fusta, produeix un cos fructífer sexual o asexual per distribuir les espores reproductives que poden envair altres fustes. Els cossos fructífers varien de les espores unicel·lulars produïdes al final de les hifes per elaborar cossos fructífers perennes que produeixen milions d'espores. Aquestes espores són separades extensament pel vent, els insectes, i altres mitjans que poden ser trobats en la majoria de les superfícies exposades. Conseqüentment, totes les estructures de fusta pateixen l'atac dels fongs quan la humitat i altres requisits al creixement dels fongs estiguin presents.

#### Floridura i el fong de la taca
La floridura i el fong de la taca colonitzen molt ràpid la fusta una vegada que aquesta es talla i continua el seu creixement mentre el contingut d'humitat segueix sent òptim (sobretot aproximadament 25 per cent per a les fustes toves). L'efecte primari d'aquests fongs és tacar o descolorida la fusta. Es consideren fongs inofensius i són de conseqüència pràctica sobretot on la fusta s'utilitza per les seves qualitats estètiques. La floridura infecta la superfície de fusta, causant els defectes que es poden treure generalment amb raspall o raspallant, només les preocupacions serioses és del fong de la taca perquè aquests penetren profundament i descolorida la fusta. Sota condicions òptimes, algun fong de la taca pot també continuar a degradar la fusta, causant disminució de la duresa i un augment de permeabilitat, per tant, la fusta tacada és generalment rebutjada per les aplicacions estructurals.
La floridura i el fong de la taca utilitzen el contingut de la cèl·lula de la fusta per l'aliment, i no degrada la paret cel·lular. Però la seva presència pot indicar condicions favorables per al desenvolupament d'altres fongs.

#### Fong de la putrefacció
La putrefacció en la fusta és causada normalment pel fong de la putrefacció. Aquest fong s'agrupa en tres àmplies classes basades en la forma de l'atac i de l'aparença del material podrit. Els tres tipus de fong de la putrefacció són: el fong de la putrefacció bruna, el fong de la putrefacció blanca, i el fong de la putrefacció suau.
El fong de la putrefacció bruna, com el nom indica, dona a la fusta un color brunesc. En etapes avançades, la fusta descomposta és fràgil i té nombroses línies creuades, semblant a un aspecte de cremat. Les putrefaccions brunes ataquen sobretot la cel·lulosa i les fraccions de l'hemicel·lulosa de la paret cel·lular de la fusta i modifiquen la lignina residual, causant pèrdues del pes de gairebé el 70%.
Com que la cel·lulosa proporciona la resistència primària a la paret cel·lular, els fongs de la putrefacció bruna causen pèrdues substancials de resistència en les primeres etapes de putrefacció. En aquest punt, la fusta aparenta un dany lleu i el fong pot haver tret només 1 a 5 per cent del pes de la fusta, però algunes característiques de la resistència poden ser disminuïdes fins a un 60%.
Dels tres tipus del fong de la putrefacció, les putrefaccions brunes estan entre les més serioses a causa del seu patró d'atac. Els enzims produïdes per aquests fongs es desplacen o propaguen lluny del punt on les hifes del fong estan creixent. Conseqüentment, la pèrdua de resistència a la fusta pot ampliar una distància substancial de les localitzacions on la putrefacció pot ser detectada visiblement.
- Putrefacció blanca produïda pel fong de la putrefacció, s'assembla a l'aspecte normal de la fusta, però pot ser tan blanquinós o lleuger en color amb ratlles fosques. A les etapes avançades de la putrefacció, la fusta infectada té una textura suau diferent, i les fibres individuals es poden desprendre de la fusta. Les putrefacció blanques diferencien de putrefaccions brunes, a la que ataquen els tres components de la paret cel·lular de la fusta, causant pèrdua del pes de fins a 97 per cent. En la majoria dels casos, la pèrdua associada de resistència és aproximadament comparable a la pèrdua del pes. Els enzims produïdes pel fong de la putrefacció blanca normalment romanen tancades per al creixement de les hifes, i els efectes de la infecció no són sensibles a les etapes primerenques de la putrefacció.

- Fong de la putrefacció suau és un grup més recentment reconegut que restringeix l'atac a la superfície externa de la fusta. Ataquen típicament a la fusta molt humida, produïda per les condicions canviants d'humitat, l'atac també pot passar amb poc oxigen o en ambients que inhibeixen el fong de la putrefacció. La majoria dels fongs de la putrefacció suau requereixen l'addició d'aliments exògens per causar l'atac substancial. Aquests aliments sovint són proporcionats inadvertidament pels fertilitzants en sòls agrícoles, restes d'escombraries en torres de refredament, i altres fonts nutrients. Encara que poden ser trobats en algunes situacions, els fongs de la putrefacció suau no s'associen normalment a pèrdues significatives de la resistència en els components d'una estructura. Per a propòsits descriptius, el grau de dany a la fusta es pot classificar en tres etapes: incipient, intermèdia, i avançat. El dany incipient ocorre en el marge en què la infecció avança a noves parts, on és difícil de detectar el dany perquè no hi ha mostres visibles de l'atac. Els canvis significatius en les característiques de la fusta poden ocórrer en les etapes incipients. Mentre que el dany que incorpora l'etapa intermèdia, la fusta s'estova, es descoloreix, i es conserva poc.

En les etapes de dany avançat, la fusta no conserva virtualment cap resistència, es formen les butxaques de putrefacció, o la fusta es dissol literalment. La detecció del dany en l'etapa inicial o incipient és la més difícil, però també la part més important de la inspecció. A aquest punt, el dany pot ser efectivament controlat per prevenir més danys severs a l'estructura.

### Insectes
Els insectes estan entre els organismes més comuns en la terra, i moltes de les seves espècies posseeixen la capacitat d'utilitzar la fusta per abric o aliment. Dels 26 ordres d'insectes, sis causen dany a la fusta: Tèrmits (Isoptera), escarabats (Coleoptera), abelles, vespes i les formigues (himenòpters) són les causes primàries de la majoria de la destrucció en la fusta.
L'atac de l'insecte és evident generalment des túnels o cavitats en la fusta, que contenen sovint pols o aserrín (excrements de l'insecte) de fusta. La presència de pols al peu de la fusta o aserrín sobre la superfície de la fusta, són mostres d'un atac.

#### Tèrmits

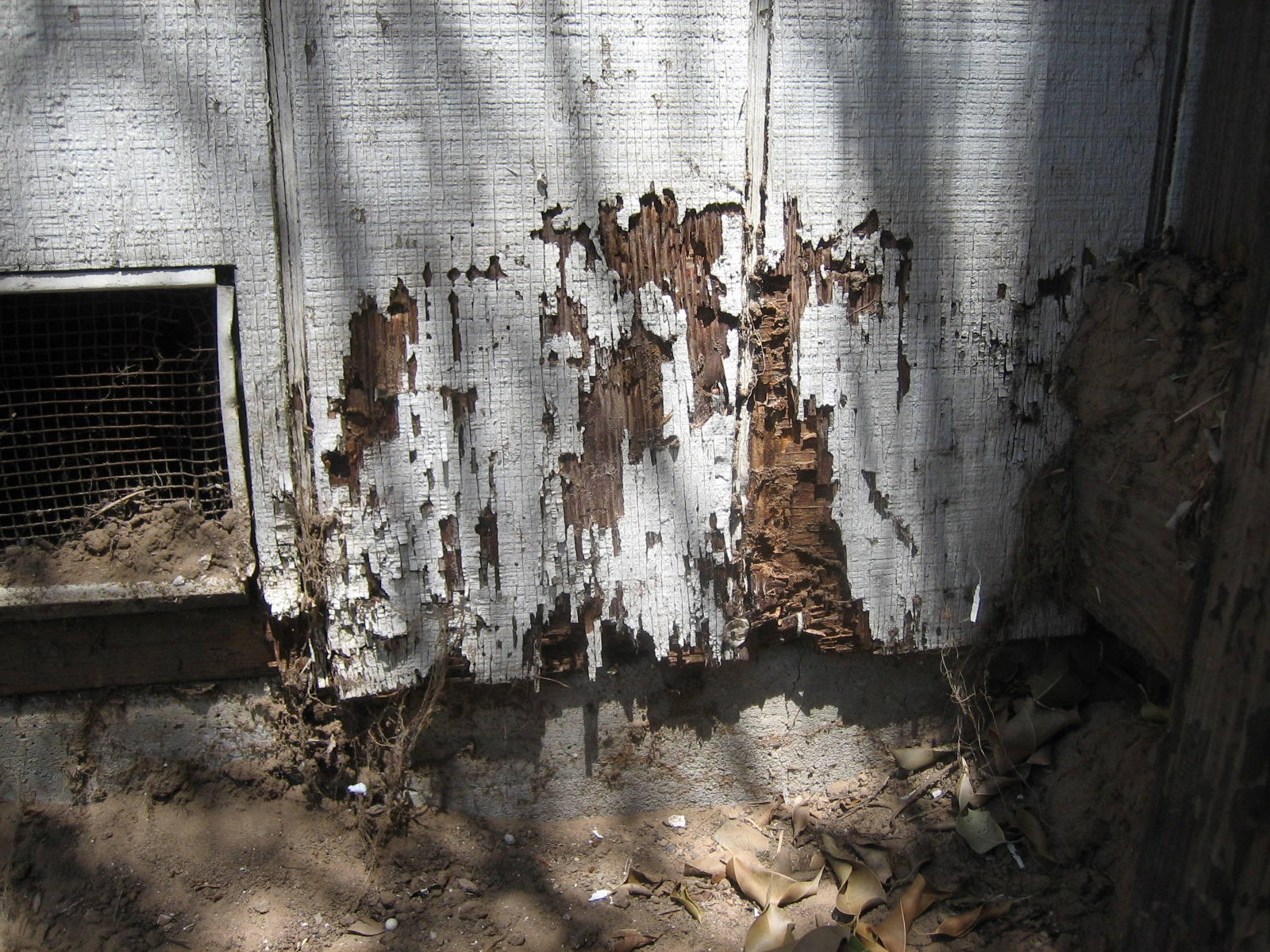
Fusta exterior atacada pels tèrmits.

Hi ha 2.000 espècies de tèrmits que es distribueixen en àrees on la mitjana anual de temperatura és de 10 °C o superior. En alguns casos, els tèrmits prolonguen la seva progressió en climes més frescos vivint en estructures càlides fetes per l'home. Ataquen la majoria de les espècies de fusta. Els tèrmits són insectes socials, organitzats en una sèrie de classes que realitzen funcions específiques. El líder de la colònia és una reina que té com a únic propòsit pondre ous. La reina és protegida pels soldats i és enfortida i alimentada per les obreres, que també construeixen el niu i causen el dany a la fusta. Com totes les criatures, els tèrmits tenen certs requisits, incloent-hi la fusta d'un alt contingut d'humitat, una font convenient d'aliment, un alt nivell de diòxid de carboni, i oxigen. Les colònies de tèrmits arriben a tenir fins a un milió o més d'individus.

##### Tèrmits subterranis
Els tèrmits subterranis (Rhinotermitidae) ataquen implícitament qualsevol fusta disponible, però necessiten una font d'humitat i típicament un niu a la terra. Han desenvolupat la capacitat d'atacar a la fusta sobre terra construint tubs de terra que els protegeixen contra la llum i porten la humitat a la fusta. La fusta danyada pels tèrmits subterrànies mostra nombrosos túnels a través de la fusta però no hi ha cap orifici de sortida a la superfície que indiqui la presència de tèrmits. Sovint, un copet agut a la superfície de la fusta revelarà que només hi ha una placa fina de fusta que oculta la resta de la peça, completament foradada. Els túnels subterranis dels tèrmits s'omplen d'una barreja de restes i excrements donant un aspecte brut.

##### Tèrmit de la fusta humida
Els tèrmits de la fusta humida són comuns en el Pacífic Nord-oest, encara que un grup es troba al sud-oest més àrid. L'espècie de la fusta humida més comuna es troba al llarg de la costa Pacífica, des del nord de Califòrnia fins a la Colúmbia Britànica. Com els tèrmits subterranis descrits més amunt, les espècies de la fusta humida necessiten fusta que estigui molt mullada, i el seu atac s'associa sovint amb el dany. Aquests insectes són un problema per a la fusta de construcció acabada de tallar, pals per a ús general, i qualsevol fusta no tractada que estigui en contacte amb la terra. Els túnels fets pels tèrmits de la fusta humida són bastant grans, com l'espècie subterrània, tendeixen a evitar la fusta d'estiu més dura. Els túnels contenen sovint petites quantitats de serradures, però l'aspecte de la fusta és una mica més net qua la que és atacada per l'espècie subterrània. L'atac del tèrmit de la fusta humida es pot prevenir o aturar traient la font d'humitat o usant la fusta tractada amb preservant en les situacions que requereix el contacte amb la terra.

##### Tèrmits de la fusta seca
Els tèrmits de la fusta seca (Kalotermitidae) es diferencien dels tèrmits subterranis de la fusta humida per la seva capacitat d'atacar la fusta que és extremadament seca; (5 a 6 per cent de contingut d'humitat). Com a resultat, l'atac dels tèrmits de la fusta seca no estan en contacte amb la terra i també estan lluny de fonts visibles d'humitat. Els danys en la fusta per aquests insectes, són llargs túnels llisos que estan lliures de serradures o de restes. A més, no hi ha variació dels atacs entre la fusta de primavera i la fusta d'estiu. Els tèrmits de la fusta seca netegen amb freqüència el niu mastegant les superfícies del túnel, colpejant i tirant cap a fora les restes, en el qual la fusta infectada s'acumula avall. Encara que els túnels no es vegin, la presència de restes sota de l'obertura és un bon senyal d'atac. En general, els atacs pels tèrmits es troben dispersos en una àrea geogràfica, i la seva prevenció planteja una certa dificultat. Quan una infecció es detecta, l'ús d'una fumigació preventiva estructural generalitzada pot ser eficaç. Afortunadament, la tèrmit de la fusta seca es confina en una regió geogràfica relativament petita.

#### Escarabats

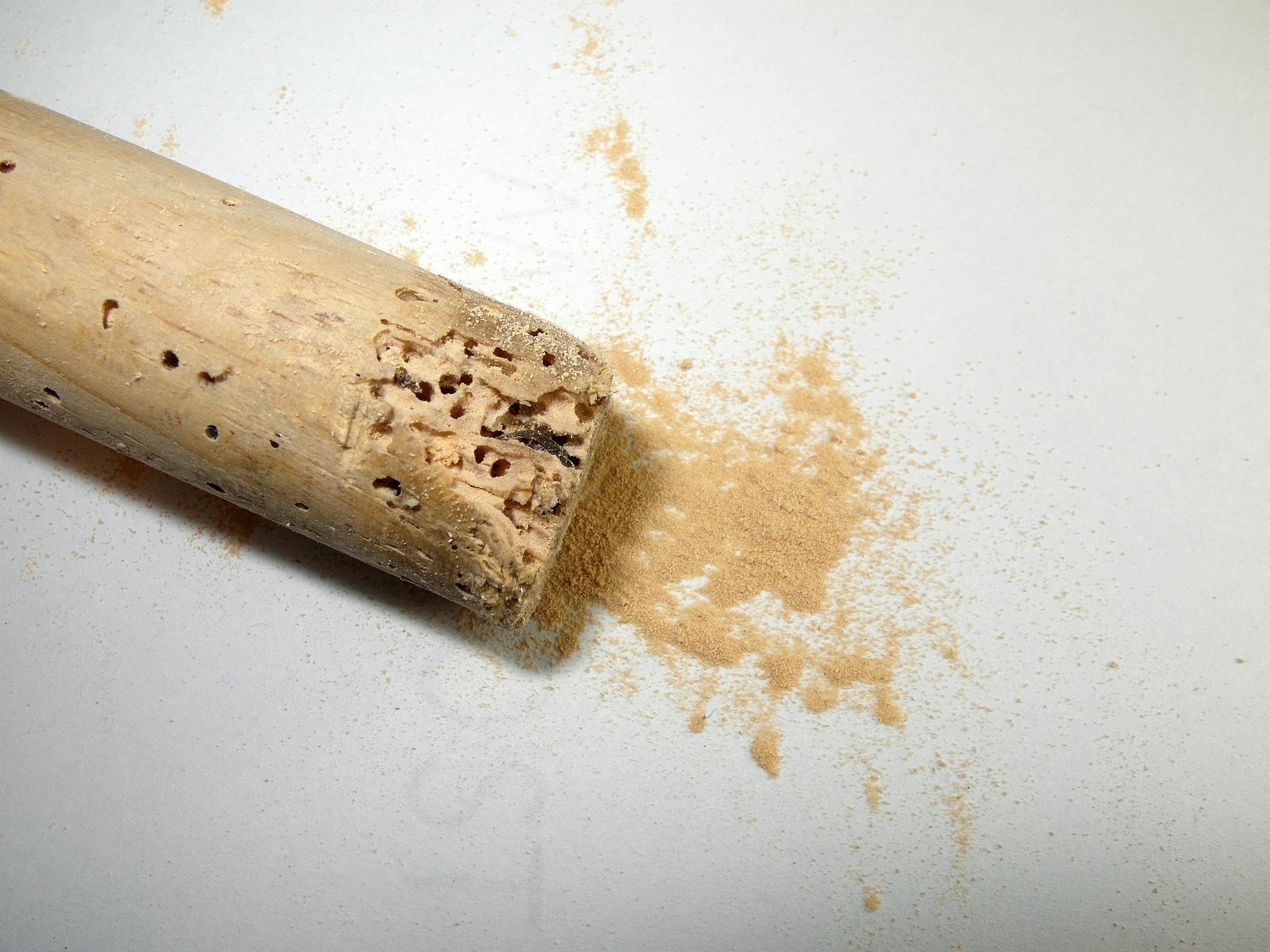
Mànec d'escombra de fusta atacat per larves d'escarabats. Les restes de pols són els excrements.

Els escarabats (Coleoptera) representen l'ordre més gran d'insectes que causen dany substancial a la fusta. Molts escarabats ataquen només a arbres vius o tallen la fusta fresca, però són combatuts breument, ja que els danys poden ser trobats durant la inspecció.

##### Escarabats polvoritzadors de fusta
Els escarabats polvoritzadors de fusta són insectes que les larves ataquen la fusta, anant darrere d'una sèrie de petits túnels embalats amb excrement. Les tres famílies d'escarabats polvoritzadors de fusta són els anòbids, els bostrícids, i els líctids. Aquests insectes danyen la fusta i són un problema particular en museus, on els artefactes de fusta poden passar desapercebuts per llargs períodes. Els anòbids i els ostrícids ataquen les branques mortes de la fusta humida però també ataquessin a la fusta no tractada. El dany és empitjorat pels adults que emergeixen reinfestant el mateix tros de fusta. Els líctids, o escarabats polvoritzadors veritables, es troba a través del món en fustes dures i ataca aquesta amb un contingut d'humitat sobre el 8 per cent. Les larves d'aquests escarabats fan el túnel, i a més expulsen l'excrement fora de la fusta. Aquests excrements s'acumulen al peu de la fusta afectada i és una bona mostra de la infestació del polvoritzador. L'ús de tractaments preservant en la fusta previndrà la infestació dels líctids. Tanmateix, l'atac de l'escarabat polvoritzador de fusta es pot convertir en un problema, on la fusta no tractada s'usa en elements antics.

### Mol·luscs

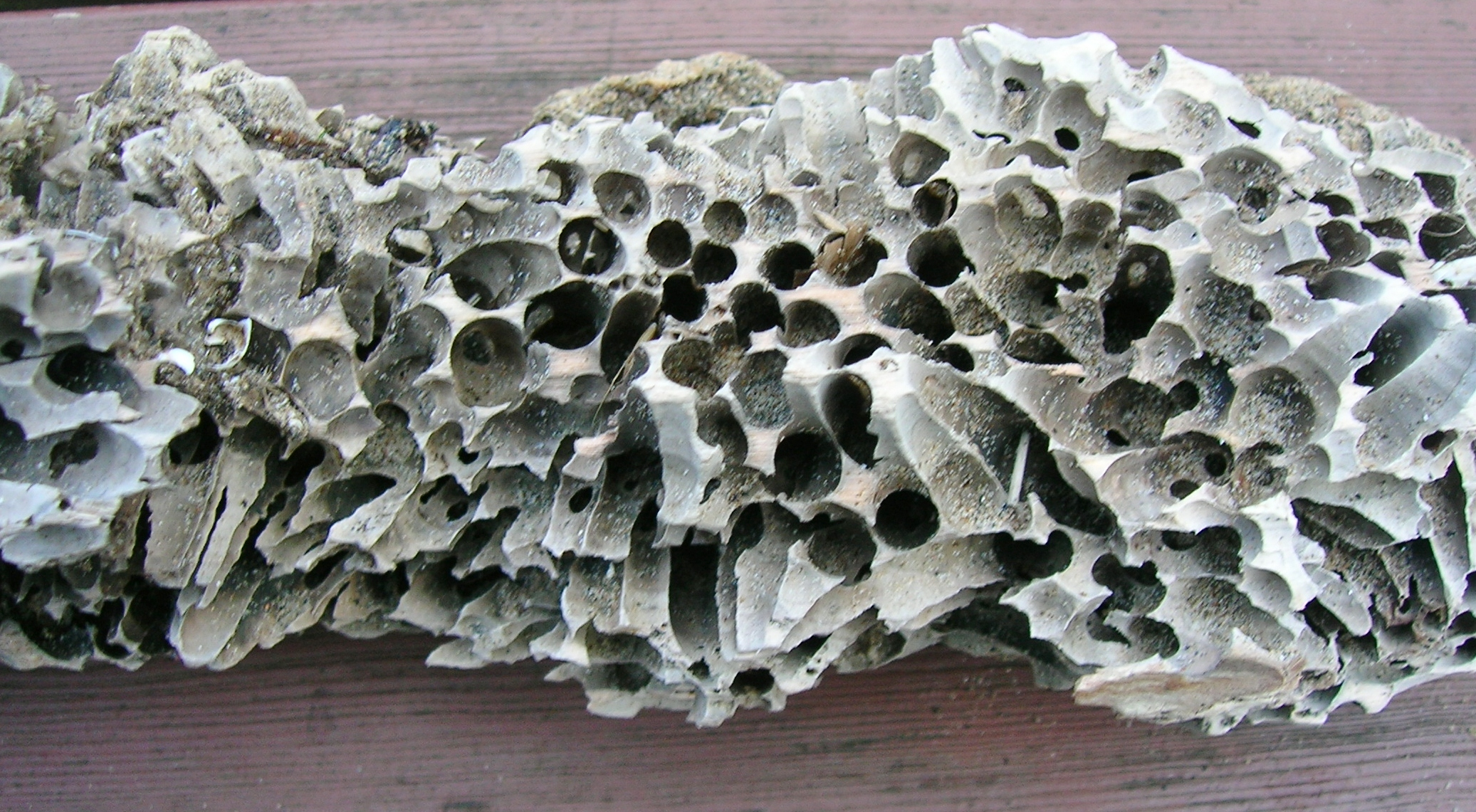
Branca de fusta atacada pel Teredo navalis.

Hi ha un mol·lusc bivalve, el Teredo navalis, que menja fusta. La denominació popular catalana és broma. Des de temps molt antics hi ha documentació i proves arqueològiques d'una forma de protecció basada en recobrir l'obra viva del buc del vaixell amb planxes de plom.
- La Saga d'Eric el Roig explica un cas real d'un vaixell viking menjat per la broma.

- 1421-1471. En el període del rei Henry VI d'Anglaterra s'esmenta un vaixell amb el buc protegit contra la broma: "they cover a piece of the Keeles of the Shippe with their sheets of Leade, for they have heard that in certain partes of the ocean a kind of wormes is bredde which many times pearseth and eateth through the strongest oake that is".[61]

- 1537. Tres “caravelas emplomadas” per a la defensa de Santo Domingo. Emplomades significa amb el buc recobert de planxes de plom contra la broma.[62]

## Treball de la fusta
Des de l'arbre acabat de tallar fins a la peça final, fora d'alguns casos senzills, hi ha moltes operacions realitzades per artesans o professionals.

### Els oficis de la fusta
Hi ha molts oficis tradicionals, uns desapareguts i altres que encara perduren, relacionats amb la fusta.
Algunes de les professions indicades són les següents:
- mestre d'aixa
- remolar[63]
- serrador de fil[64]
- fuster de cases
- fuster de mobles
- ebenista
- boter
- escloper[65]
- carreter de fer carros[66]
- carrosser
- violer,[67][68][69]llaüder, guitarrer,[70][71][72]lutier,...
- orguener
- torner de fusta
- tallista
- encepador (pedrenyaler encepador)

### Accions concretes
Un cop l'arbre està serrat en peces diverses (vegeu més amunt), els treballs concrets es poden resumir a continuació.

#### Peces individuals
La fabricació de conjunts acabats implica la fabricació prèvia de peces soltes (la pota d'una cadira, el batedor d'un violí, el diapasó d'una guitarra, el raig d'una roda de carro, la doga d'una bóta…). Cada peça separada pot exigir alguna o diverses de les operacions següents:
- serrar
- regruixar
- ribotar
- foradar
- fresar
- fregar
- polir
- fer traus quadrats
- fer encaixos diversos (cua d'oronella, ...)

#### Muntatge de conjunts
- Encolar
- Unir amb clavilles de fusta
- Unir amb claus
- Unir amb cargols
- Unir amb peces especials

#### Treballs d'acabat
- Encerat
- Envernissat
- Pintat

## Corbament de peces rectes o planes de fusta

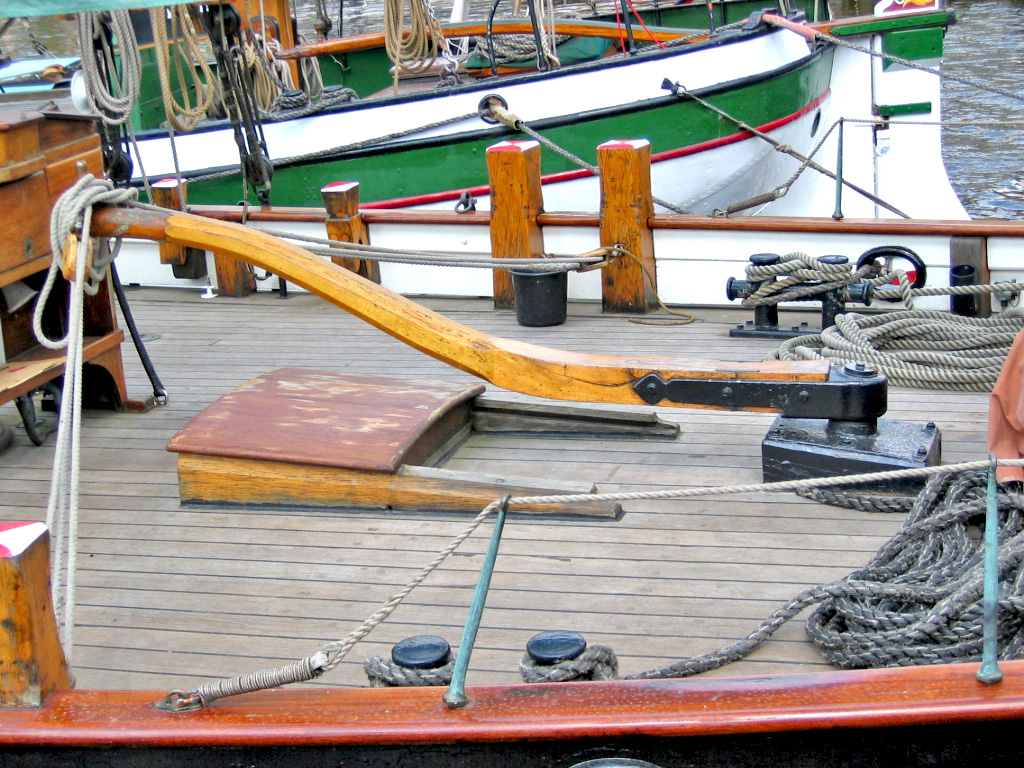
Arjau o canya de timó. En aquest cas es tracta d'una peça de fusta corbada, probablement construïda per deformació d'una peça de fusta recta.

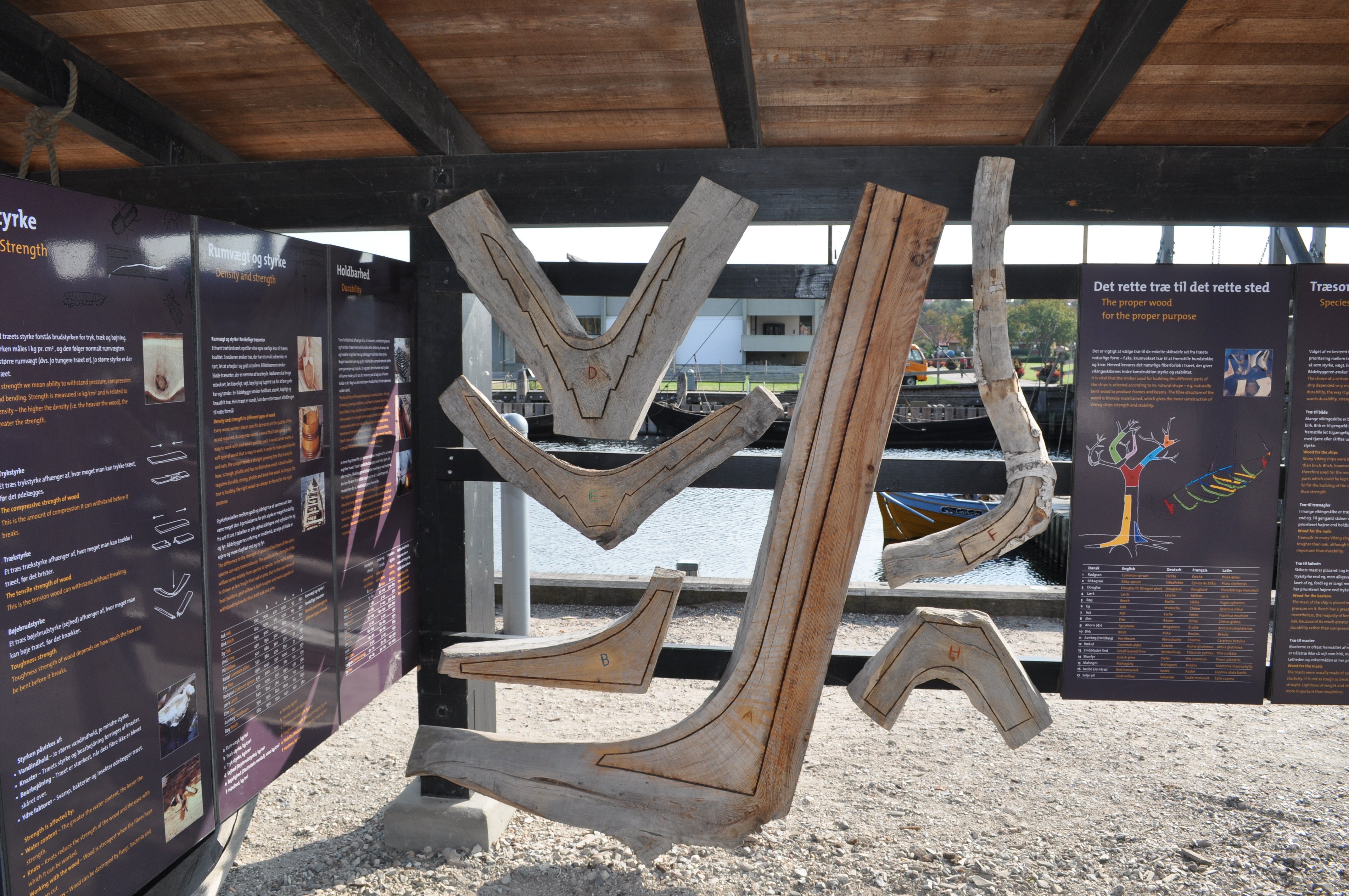
Peces per a un vaixell de fusta marcades sobre trossos de fusta massissa de forma adequada. Les peces finals s'obtenen suprimint material. La conformació permet millorar el sistema.

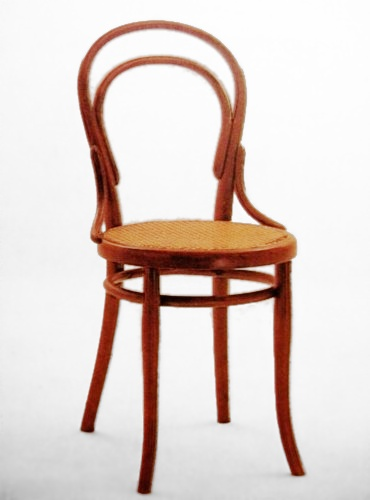
Cadira núm. 14

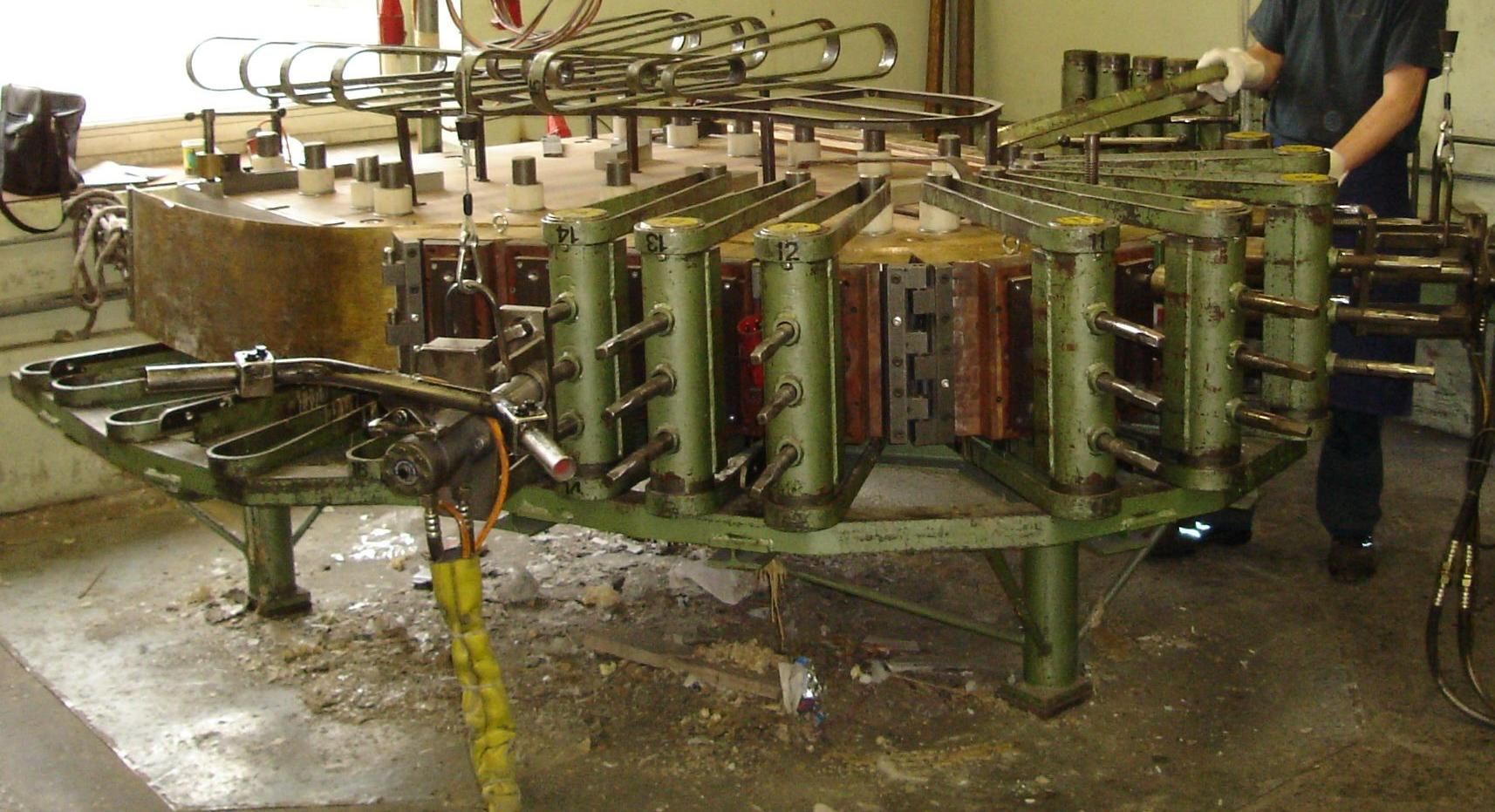
Conformació del costat de la caixa d'un piano Steinway. Una peça recta de fusta sortida d'una cambra vaporitzadora es posa en una premsa-motllo, que li dona forma i la manté fins que es refreda.

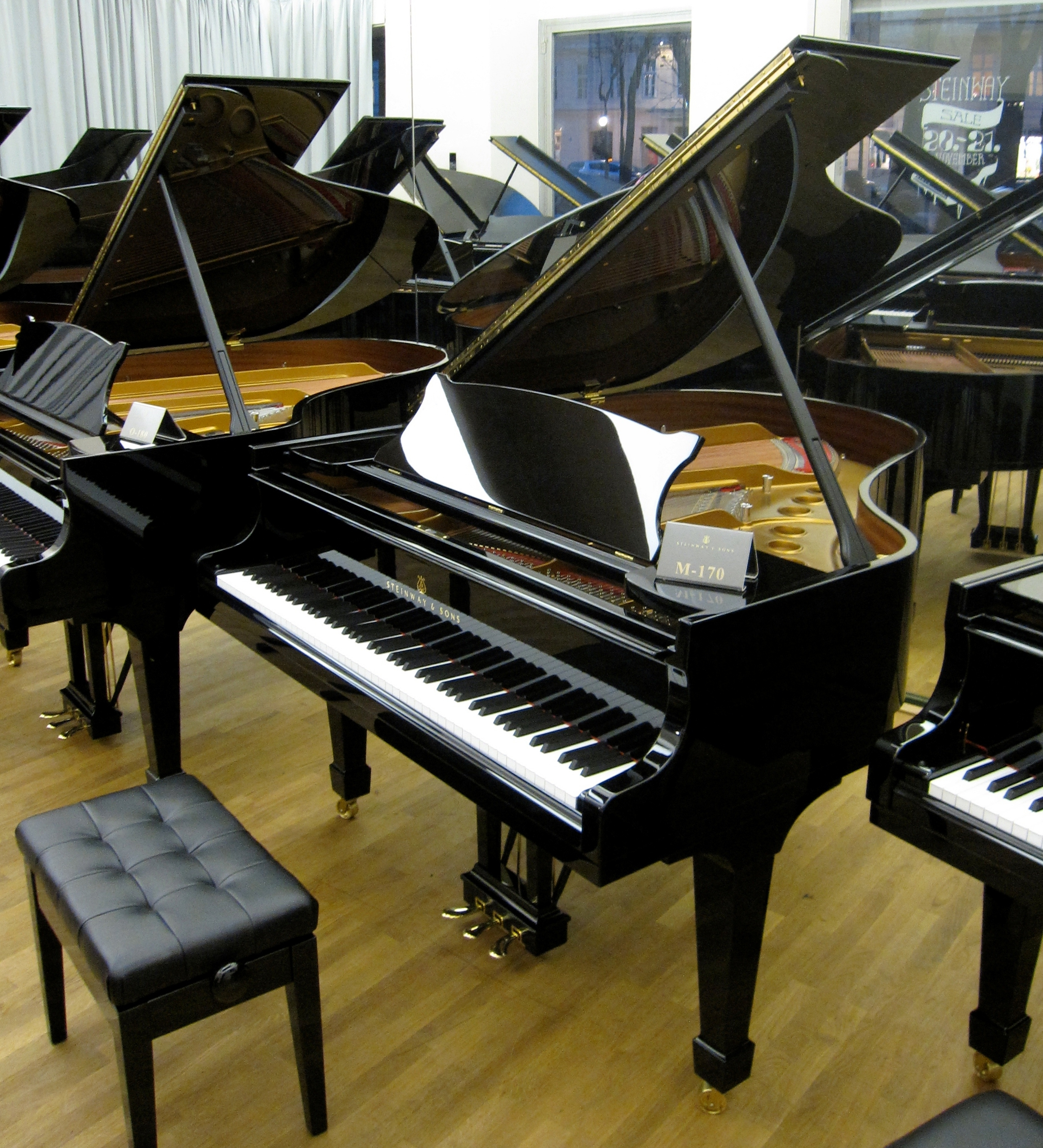
Un piano de cua de la casa Steinway & Sons

Hi ha peces de fusta que, aïllades o integrades en un conjunt, cal que tinguin una forma corbada. Aquestes peces corbades es poden fer a partir de peces rectes sotmetent-les a una operació de corbament permanent. El sistema de tallar la part sobrera d'una peça massissa i més gran és molt laboriós i talla la fibra longitudinal de la fusta.

### Exemples de peces de fusta corbades
- la llança d'un carro de guerra egipci[73][74]
- els raigs de les rodes d'un carro de guerra egipci.[75][76]
  - Els raigs de les rodes estaven formats per sis peces de fusta doblegades en forma de V, amb un radi de curvatura molt petit. Cada raig es componia dels costats de dues peces encolades. Totes les peces en V encolades formaven una estrella de sis puntes.
- diverses peces d'instruments musicals; riscles de guitarres, violins i similars
- les dogues de les botes[77][78]
- els mobles típics de Michael Thonet

### Procediments habituals
Bàsicament hi ha tres procediments per a corbar fusta de forma permanent:
- escalfant la peça “en sec” (amb la peça seca de debò o prèviament remullada)
- escalfant la peça en una cambra o estuba de vapor
- en fred per mitjans químics (tractament amb amoníac, tractament amb àlcalis).

### Filosofia del corbament

#### Deformacions elàstiques
Les peces de fusta primes i allargades es poden flexionar amb relativa facilitat. Un exemple típic és el d'un arc llarg anglès (“longbow”). Quan està desencordat presenta una forma recta. En encordar-lo, la corda queda en tensió i l'arc adopta una forma corbada. Quan l'arquer tensa l'arc, la corba de l'arc s'accentua (emmagatzemant energia elàstica). En disparar la fletxa l'arc torna a la corba inicial pretensada. Si l'arc es desencorda torna a la forma recta inicial.

#### Deformacions plàstiques
L'exemple anterior de l'arc és una mostra de deformacions elàstiques, que són provisionals o accidentals. Quan les forces de deformació deixen d'actuar les peces tornen a la forma inicial. Les peces de fusta corbades de forma permanent pertanyen a un camp completament diferent. El camp de les deformacions plàstiques.
Per a corbar una peça de fusta de forma permanent cal provocar una flexió que superi el límit elàstic de compressió, escurçant de forma permanent la part de la peça que treballa a compressió. La part que treballa a tensió no varia de dimensions.

#### Plasticitat
La millor manera de conformar peces de fusta és augmentar la seva plasticitat. Les tècniques emprades són les següents:
- la fusta verda és més plàstica que la fusta seca
- la fusta amb un alt contingut d'humitat és més plàstica que la fusta seca
- a temperatures de l'ordre de 200 graus C, la fusta és més plàstica que a temperatura ambient
- hi ha sistemes químics que fan que augmenti la plasticitat

#### Plasticitat i temperatura en xifres[80]
| TEMPERATURA DE PLASTICITAT | Humitat 0 % | Humitat 20 % |
| -------------------------- | ----------- | ------------ |
| Lignina                    | 127-235 C   | 72-128 C     |
| Hemicel·lulosa             | 167-217 C   | 54-142 C     |
| Cel·lulosa                 | 231-253 C   | 225-244 C    |

### Conformació en calent
El doblegament de la fusta en calent es basa en provocar la plasticitat de la peça a conformar mitjançant una humitat alta i una temperatura de l'ordre de 160 graus C. En aquestes condicions les deformacions desitjades poden realitzar-se amb unes tensions internes reduïdes i unes forces exteriors relativament moderades. Els radis de curvatura poden ser molt més petits sense que les peces no s'esquerdin ni perdin propietats mecàniques.

#### Peces primes
Algunes peces primes com les riscles de guitarres, violins i similars, poden doblegar-se “en sec” sense gaires problemes. Es tracta de gruixos de l'ordre de 1 mm. La peça es mulla exteriorment i en conforma a mà forçant la curvatura sobre un cilindre calent. A mesura que la peça s'escalfa es plastifica i permet la deformació desitjada. Un cop es deixa refredar la peça la deformació és permanent.
- Hi ha cilindres conformadors escalfats per una resistència interna i equipats amb un termòstat, que permeten treballar a la temperatura desitjada.
- Hi ha cilindres circulars de diversos diàmetres i cilindres de seccions amb diferents radis de curvatura, adequats a les tasques més habituals.

#### Peces gruixudes
El sistema tradicional es basa en vaporitzar la peça en una cambra vaporitzadora. Permetent el doble objectiu d'escalfar la fusta i augmentar la seva humitat interna. Quan la peça ha arribat a un estat plàstic, s'extreu de la cambra de vapor i es disposa sobre una màquina o un utillatge adequat par a ser conformada. Els gruixos de les peces poden ser relativament grans. De l'ordre de 300 mm.
- Hi ha diverses màquines i utillatges expressament fabricats per a conformar peces de fusta.
- Els esforços necessaris poden ser mecànics (amb energia pneumàtica o hidràulica) o manuals, amb l'auxili de palanques o similars.

Un tret general de les màquines anteriors és l'ús de bandes d'acer que s'adapten a la part externa del radi de curvatura (en la zona que el material ha de treballar a tracció) per a impedir el possible allargament de la fusta en aquesta zona. La deformació sempre es basa en comprimir la fusta.
Un cop la peça té la forma desitjada es deixa refredar i assecar en un motllo (que pot ser la mateixa màquina de conformar) el temps que calgui. La peça freda i seca mantindrà la forma desitjada.
- Les propietats mecàniques són iguals o superiors a les de la peça inicial.
- La densitat general de la peça acabada és més gran que la densitat de la peça inicial. Les parts internes de les corbes han estat comprimides, perdent volum de forma permanent.

### Conformació a baixes temperatures
Les peces de fusta de gruix moderat (de l'ordre de 20 mm) poden plastificar-se per procediments químics. Hi ha dos mètodes principals:
- mitjançant amoníac[83][84]
- mitjançant una solució d'un àlcali o barreja d'àlcalis; el més important és la sosa càustica[85]

#### Mètode de l'amoníac
La peça a plastificar s'introdueix en una cambra que es pugui tancar hermèticament. Un cop tancada la porta de la cambra hom hi introdueix amoníac anhidre a una pressió de l'ordre de 10 Kg/cm2.
Una plastificació correcta depèn del gruix de la peça i de la seva permeabilitat. Amb un gruix de 3 mm n'hi ha prou amb 30 minuts. Un gruix de 6 mm necessita algunes hores.

##### Acció de l'amoníac
L'amoníac actua de dissolvent de la lignina i la hemi-cel·lulosa, trencant primer els enllaços entre les microfibres (o cèl·lules) i plastificant la peça tractada.

#### Conformació
Un cop la peça plastificada es pot conformar de forma habitual. Per a augmentar la resistència de la peça final es pot comprimir prèviament a la conformació. Quan l'amoníac s'evapora la plasticitat desapareix i la peça conserva la forma final desitjada.

### Mètode de la sosa càustica
Hi ha diversos àlcalis que poden emprar-se per a plastificar la fusta. Els més usats són la sosa càustica (hidròxid de sodi i la potassa càustica (hidròxid de potassi) en dissolucions aquoses.
El gruix de les peces ha de ser de l'ordre de 20 mm o inferior.

#### Concentració
La concentració de la sosa ha de ser de l'ordre del 10-15%. Això vol dir 10-15 % de sosa i 90-85% d'aigua.

#### Acció de la dissolució alcalina
La dissolució ataca la lignina i la hemi-cel·lulosa, començant pels enllaços entre les microfibres i plastificant la peça de fusta.
El procés es produeix a temperatura ambient i pressió atmosfèrica.

#### Conformació de la peça
Un cop la peça plastificada es pot conformar de forma convencional.

## Fustes modificades per tractaments especials.

### Lutieria
En dates relativament recents un científic suís, el professor Francis W. M. R. Schwarze, va descobrir un tractament amb fongs que modifica les dues menes de fusta principals emprades en la construcció de violins i instruments similars.
El tractament esmentat millora les propietats físiques de la fusta des del punt de vista dels lutiers.

#### Resum del procés

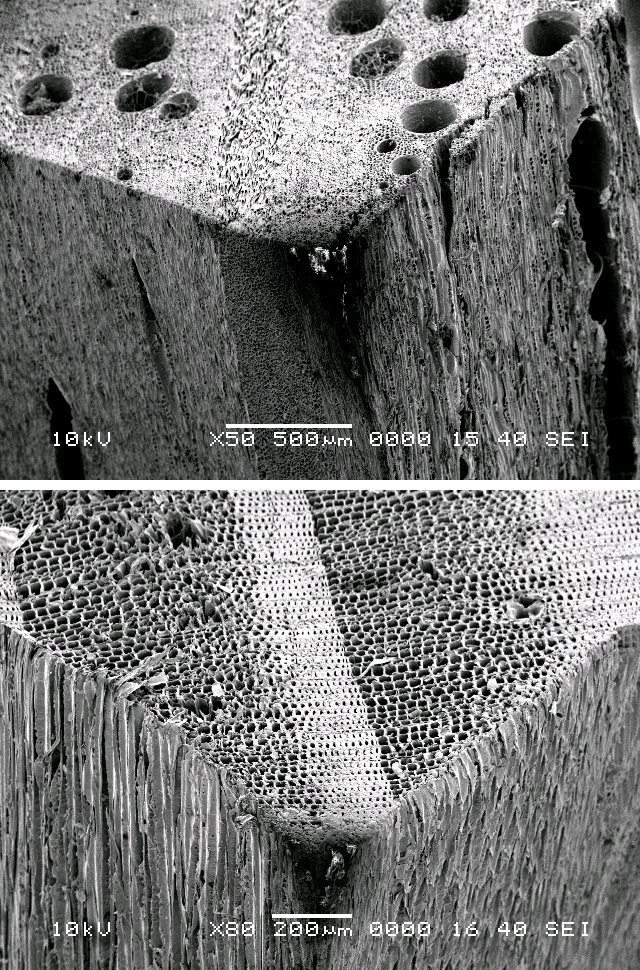
Dues imatges obtingudes amb un microscopi electrònic de rastreig. La de dalt és de fusta de Quercus i presenta tràquees. La de baix és de fusta de pi, sense tràquees. Ambdues mostren una estructura plena de parts buides, responsable de la qualitat porosa citada en l'apartat de la fusta pètria.

Les peces de fusta en brut són sotmeses a un fong determinat en una cambra especial durant uns nou mesos. El fong va destruint les parets dels vasos llenyosos de forma progressiva i selectiva. En acabar el procés el fong és destruït.
El resultat és una peça de fusta que conserva l'estructura inicial però amb unes parets més primes. La densitat és més petita. La resistència no varia de forma sensible. La transmissió del so tampoc no varia.
Segons alguns experts, determinats violins construïts amb fustes tractades seguint el sistema anterior mostren una gran qualitat sonora.

### Fusta orto-comprimida o pètria
Hi ha diversos processos que modifiquen la fusta mitjançant l'aplicació de temperatura i pressions molt elevades en sentit radial i tangencial. L'objectiu és rebaixar o “suprimir” la porositat inherent a la fusta sense tractar.
Les peces de fusta orto-comprimides tenen una densitat de l'ordre de 1.500 kg/m3 i tenen unes propietats mecàniques molt millors que les de la fusta normal.
Un dels sistemes més coneguts és l'anomenat Lignostone, desenvolupat a Alemanya cap al 1930. Aquest material fou molt usat en la Segona Guerra Mundial i encara es fabrica per a aplicacions especials. Hi ha una norma DIN per a taulers de “lignostone”, amb fulloles orto-comprimides encolades amb resina (norma DIN 7707).

### Fusta enfortida
Un procés de dos passes aconsegueix que fustes de diverses espècies d'arbres es tornen tan dures que siguen més fortes que alguns aliatges de titani.
El procés consisteix en:
1. Es lleva part de la lignina i l'hemicel·lulosa bullint la fusta en una mescla aquosa de NaOH i Na₂SO₃.
2. Tot seguit s'exerceix altes pressions per a densificar la fusta amb nano-fibres alineades de cel·lulosa.[92]

## Documents

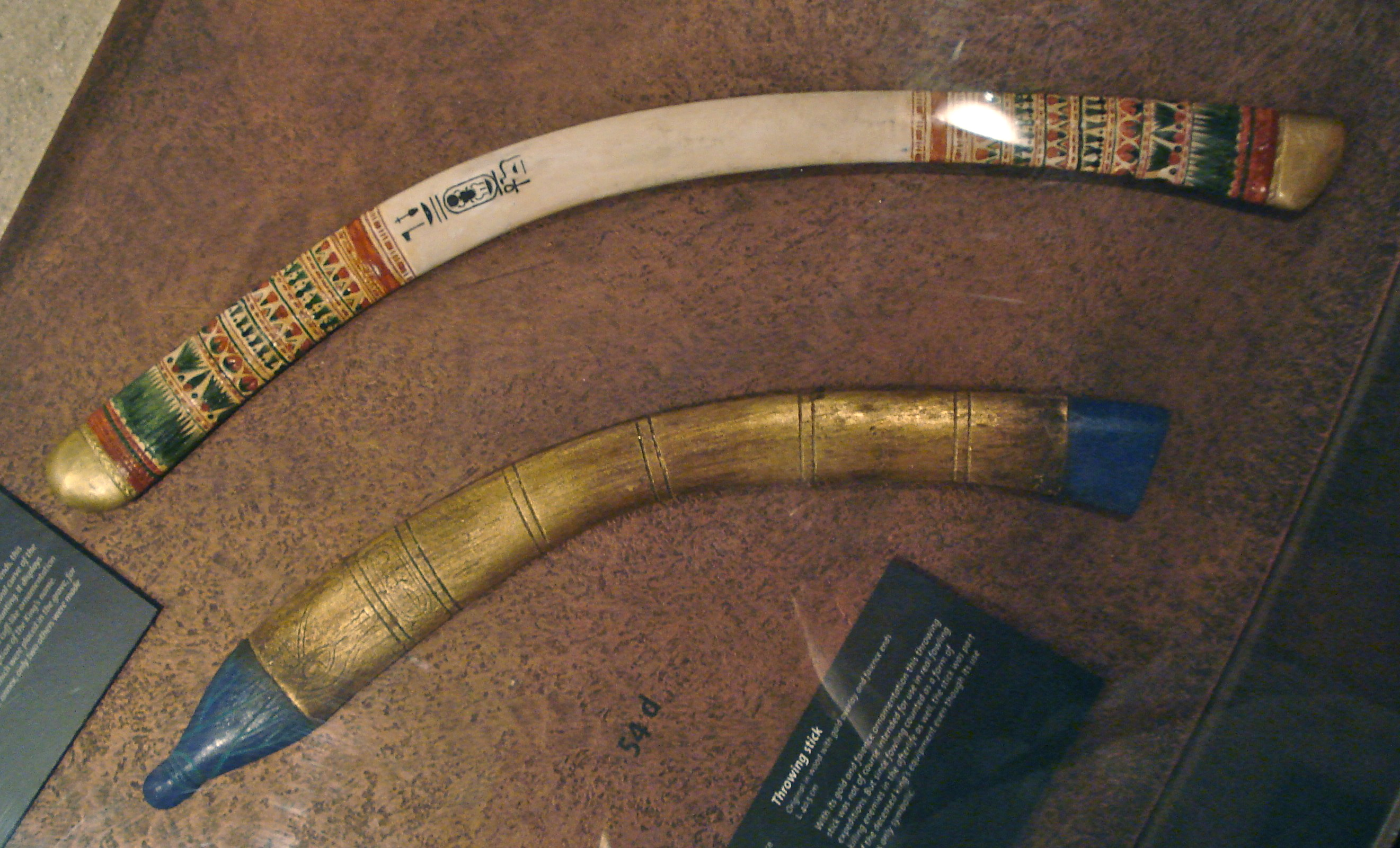
Bastons de git de Tutankamon

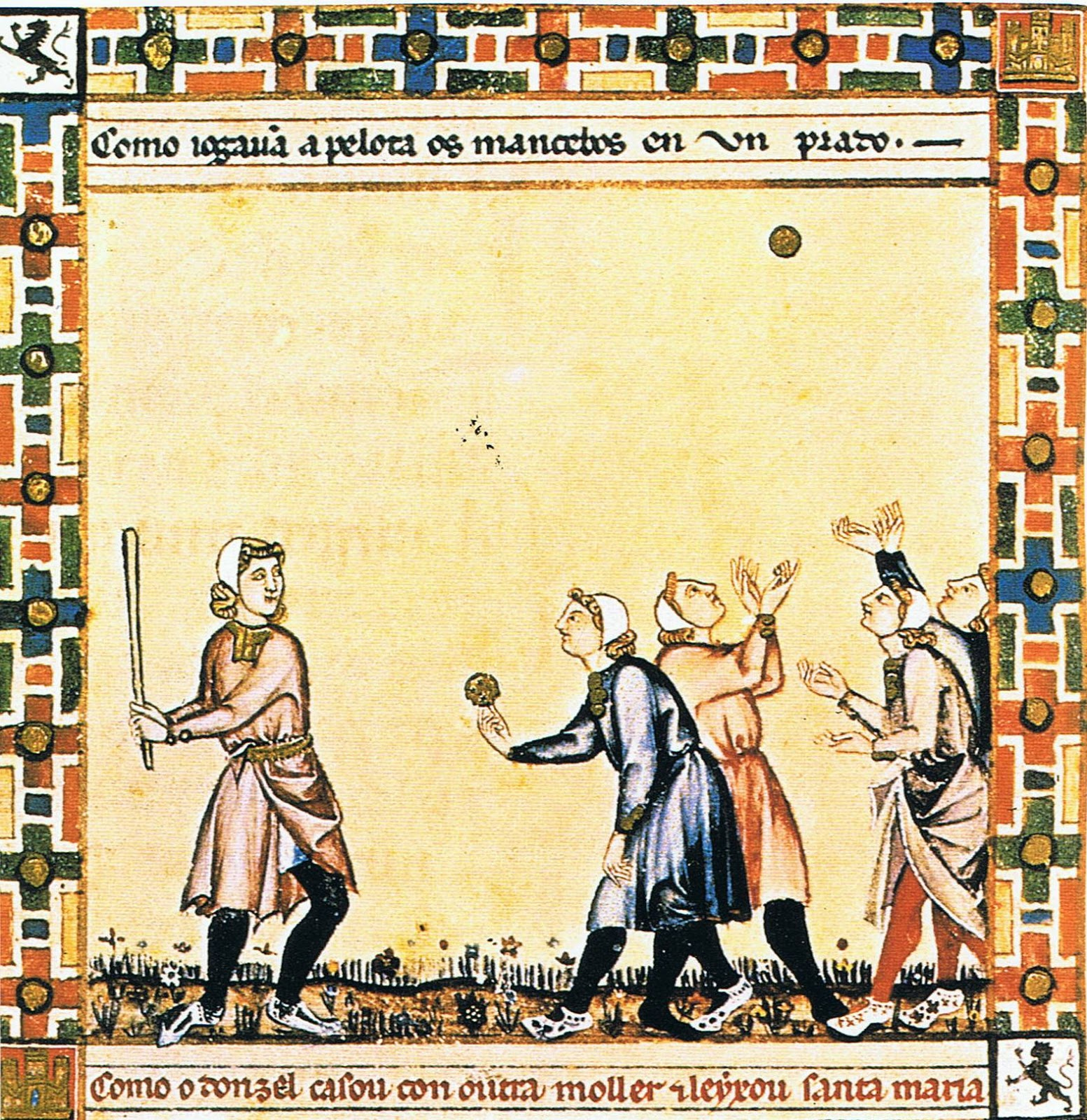
Joc de beisbol medieval. Cantigas de Santa María, c.1280.

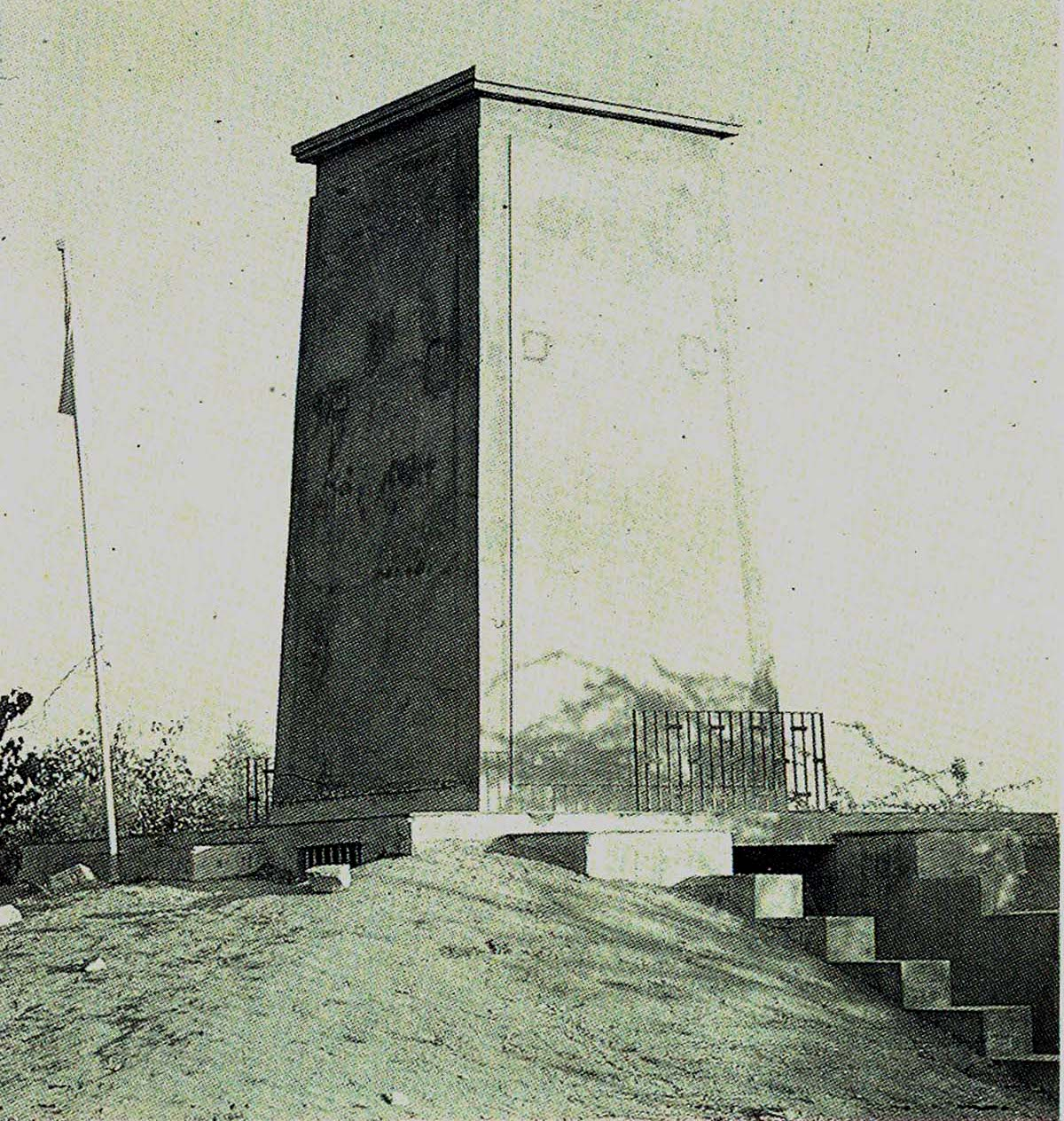
Cenotafi de Khejarli.

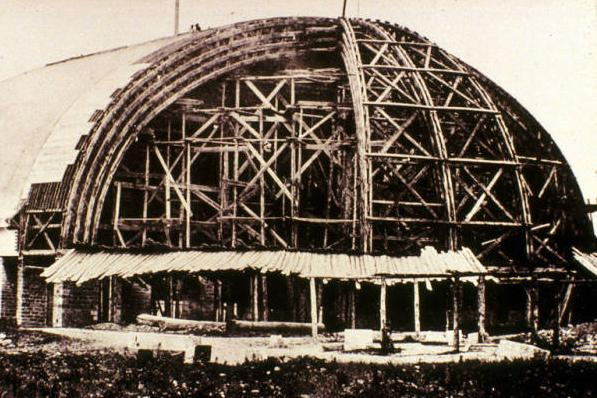
Tabernacle mormó de Salt Lake City en construcció.

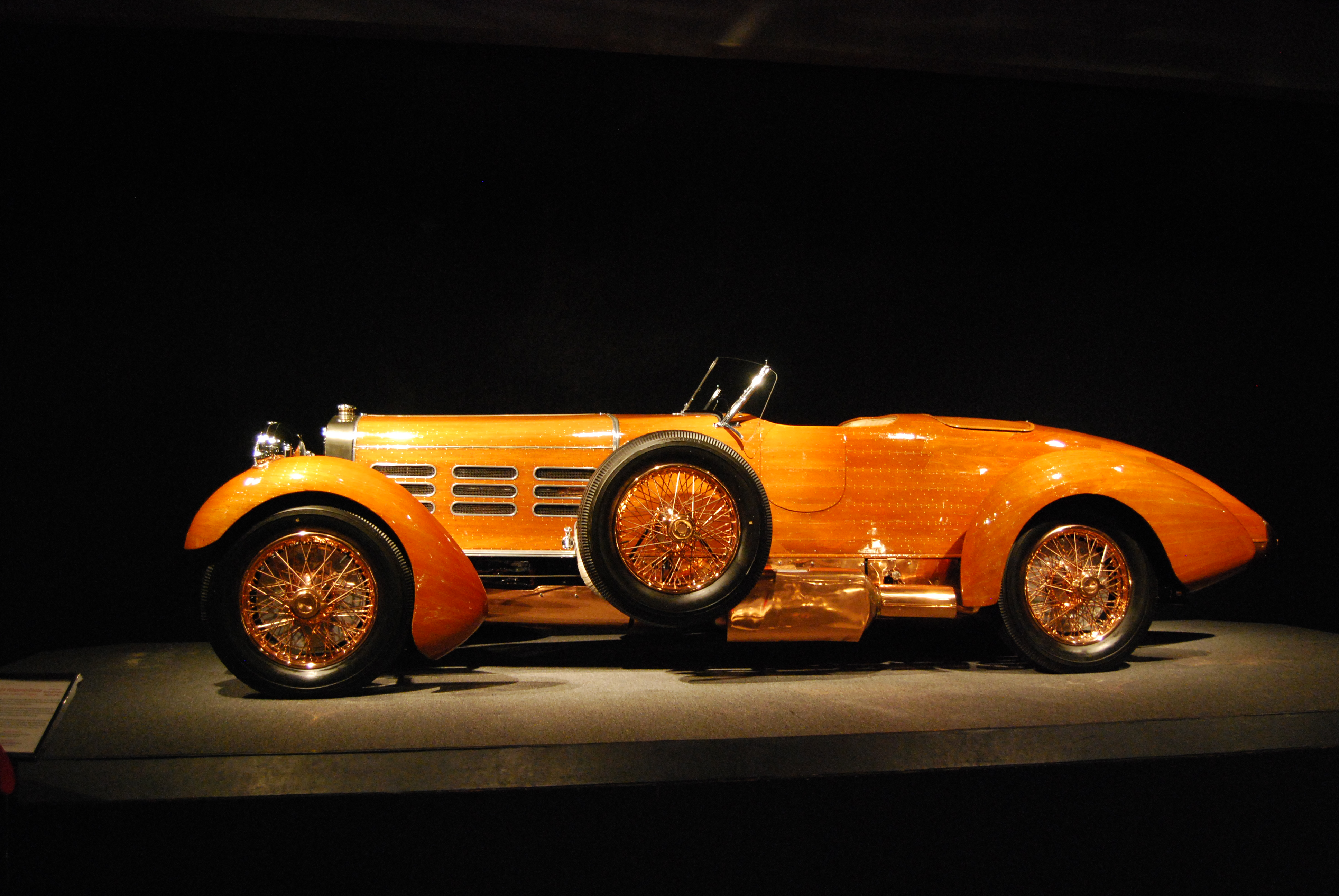
Hispano-Suiza H6B Nieuport Tulipwood Torpedo. Amb carrosseria de fusta de tuliper.

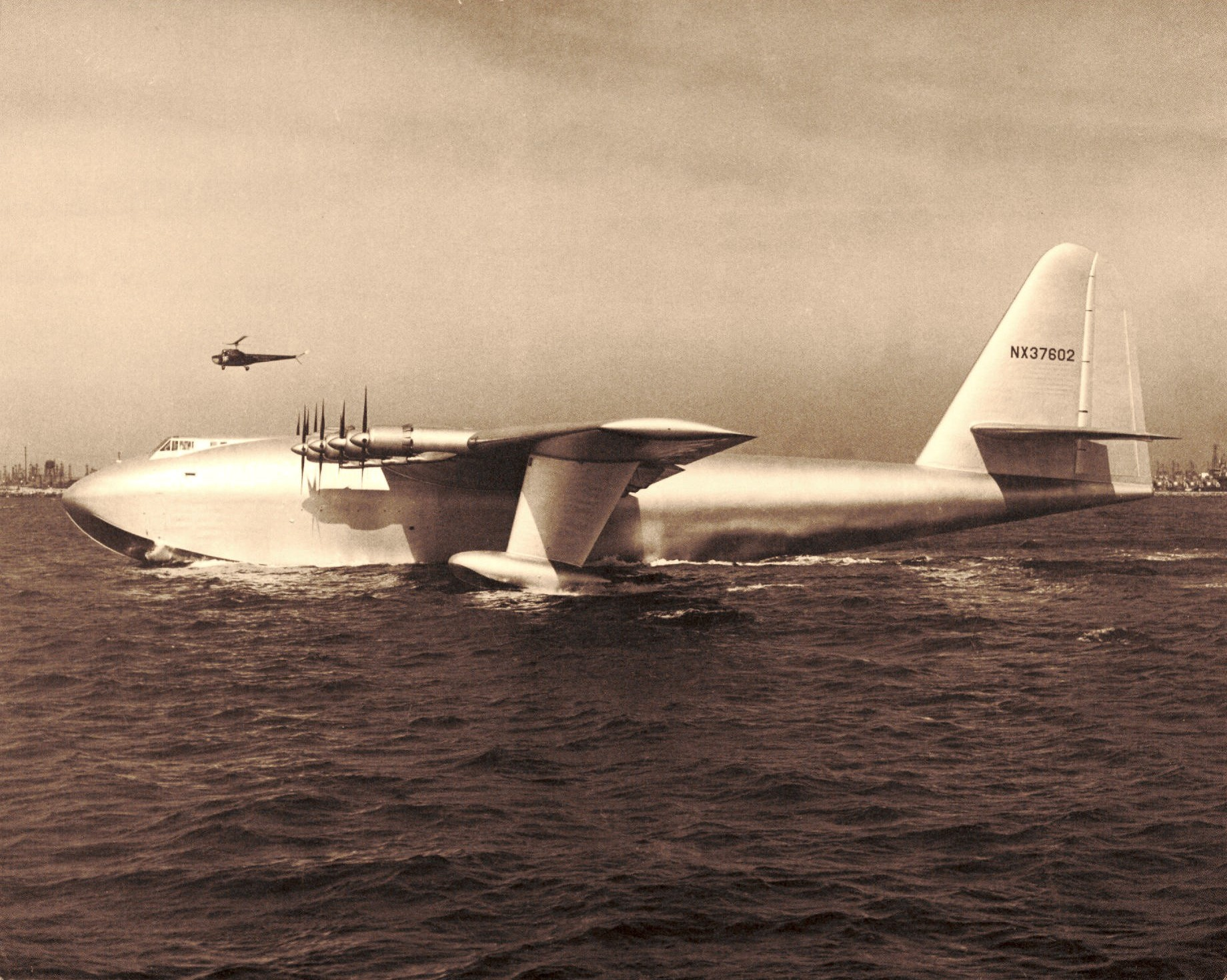
Hidroavió H-4 Hercules.

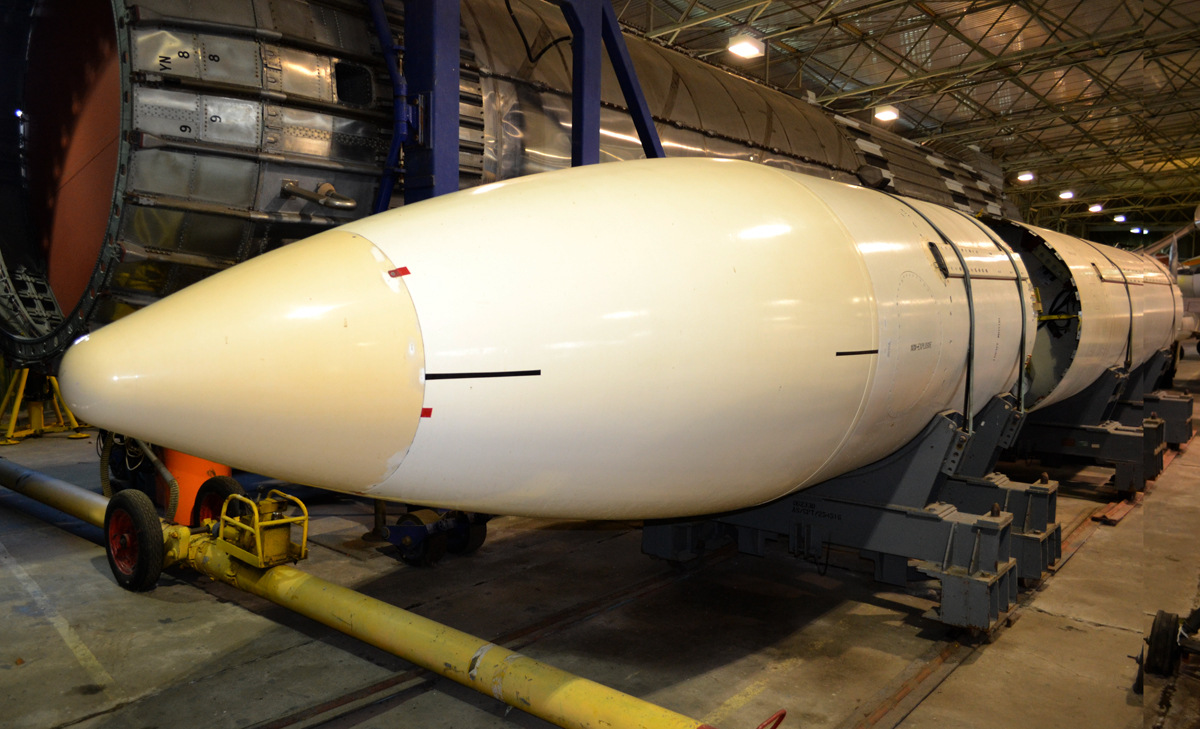
Ogiva en primer pla d'un míssil Polaris desarmat exposat al National Museum of Scotland, East Fortune.

Els diferents usos de la fusta al llarg del temps es poden recordar a partir de casos concrets. Un relació cronològica d'exemples és la següent:
- c1330 aC. Els egipcis usaven bastons de git com a arma per a caçar ocells. El bastó de git és una arma de fusta molt antiga usada per diversos pobles. Es tracta d'una mena de boomerang que, en general, no torna al llançador si es tira al buit.

- Segons Plini el Vell, Demetri Poliorcetes va fer tallar un cedre de Xipre de 130 peus de llarg i amb una circumferència que calien tres homes per a abraçar el tronc. Volia fer servir aquell arbre per a una galera d'onze fileres de remers. La mateixa referència parla dels pirates germànics i les seves barques que podien portar fins a trenta guerrers, el buc de les quals estava fet a partir d'un únic tronc buidat (solució anomenada “monoxylon”).[93]

- c 30dC. També segons Plini el Vell, l'emperador Tiberi va fer transportar el tronc sencer un làrix enorme fins a Roma, exposant-lo al pont de les Naumàquies. Un cop escairat hom obtingué una biga de 120 peus de llarg i 2x2 peus. Biga que fou usada per Neró.[94][95][96][97]

- 1191. Giraldus Cambrensis, en la seva obra Itinerarium Cambriae, descriu els arcs dels gal·lesos. D'aspecte primitiu i rústic, fets a partir de branques dels oms nans del país i sense treballs d'acabat, però molt efectius.[98][99]

- c.1280. Joc de beisbol medieval amb un bat de fusta representat a les Cantigas de Santa María.

- 1458. Segons una crònica francesa, el rei Alfons el Magnànim tenia una nau tan grossa que gairebé no podia navegar. L'arbre mestre ben just el podien abraçar cinc homes. Coincidint amb la mort del rei la nau embarrancà, l'arbre caigué fent un soroll molt gran i la nau es trencà a trossos.[100]

- 1465. Contracte per a la construcció d'una calavera per a Gracià Amat. Amb un buc de 24 a 25 gúes de roda a roda. Amb dos pals (mestre i mitjana), bauprès i tres timons.[101]

- 1471. Els productes importats a Anglaterra havien de pagar una taxa en forma de troncs de teix, aptes per a fabricar els anomenats arcs llargs anglesos (longbow).[102][103][104]

- 1580. De la fusta de guaiac com a remei de la sífilis parlaren alguns autors com Gonzalo Fernández de Oviedo y Valdés i Nicolás Monardes.[105][106]

- 1730. Amrita Devi fou una dona de religió bishnoi que fou assassinada pels soldats del Maharaja Abhay Singh de Jodhpur, juntament amb 366 habitants del poblet de Khejarli, quan provaven d'impedir la tala dels seus arbres, considerats sagrats.
  - Els bishnoi tenen molta cura dels arbres. Cuinen amb llenya que tallen de les branques més petites. Però no tallen arbres.

- 1867. Acabada la coberta del Tabernacle de Salt Lake City. L'estructura era, i encara és, una gelosia d'elements de fusta units amb clavilles encolades. La forma s'assembla a mig el·lipsoide de revolució. Les dimensions del conjunt són: 250 peus de llarg, 150 d'ample i una alçària interna de 65 peus. En la seva època era el sostre autoportant (sense columnes al mig) més gran del continent.[107]

- 1915. Llança argentina amb asta de fusta de  coligüe. Segons Decret del 12/01/1915 de la “Dirección General de Arsenales de Guerra”. Longitud total de 2.850 mm. Pes total de 1.600 grams.

- 1924. Hispano-Suiza H6B Nieuport Tulipwood Torpedo. Amb carrosseria de fusta de tuliper. Sobre un xassís Hispano-Suiza, el pilot francès André Dubonnet va dissenyar una carrosseria de fusta de tulípia que fou construïda per la firma carrossera Niuport.[108][109][110]

- 1940. El bombarder veloç De Havilland Mosquito disposava d'una estructura monobuc basada en una secció en sandwich, amb nucli de fusta de balsa i capes exteriors de contraplacat de fusta de bedoll.[111][112]

- 1943. El submarí USS PAMPANITO (SS-383) estava dissenyat i construït per a funcionar amb coixinets de fusta de guaiac.[113]
  - No fou el primer vaixell en emprar aquesta solució. L'arbre de l'hèlix de molts vaixells actuals disposa de coixinets de rodadura i empenyiment de fusta de guaiac.[114]

- 1947. Hidroavió H-4 Hercules. Construït segons els sistema Duramold, basat en panells de contraplacat de fulloles de bedoll encolades amb resina fenòlica.
  - Dissenyat i construït per la companyia Hughes Aircraft a càrrec de l'enginyer Howard Hughes.

- 1958. Les ogives  dels primers models de Míssil Polaris eren de 9 fulloles de fusta d'avet, encolades.[115]

- 1960. La firma Marcos Engineering va fabricar un petit model d'automòbil GT de competició amb estructura monobuc basada en un sandwich de fusta. Altres models foren el Protos de F2, de l'any 1967.[116][117][118]

- 1990. El iot Lulworth, avarat l'any 1920 a Southampton, fou restaurat a Itàlia. El nou arbre és una còpia de l'original – fet de fusta i buit- i mesura 51,6 metres (170 peus) de llarg. Se suposa que és el pal de fusta més llarg construït d'una peça (a partir de diverses parts encolades) per a un iot.[119]

- 2001. El pont de fusta de Rapperswil-Hurden, el més llarg de la seva classe a Suïssa, fou restaurat. Els romans havien construït un pont d'uns sis metres d'amplada el segle segon dC. Cap als anys 1358-1360 l'arxiduc Rodolf IV d'Habsburg va reconstruir el pont que romangué en funcionament fins a la darrera restauració.[120][121]

## Escultura amb fusta
- Període predinàstic d'Egipte
- Escultura del Renaixement
- Tòtem
- Talla de fusta
- Sant Joan Baptista de fusta
- Tèmenos de Dionís
- Crucifix de la Santa Creu

Hi ha referències a escultures clàssiques de fusta, actualment desaparegudes.